# Dietrich-Bonhoeffer-Gymnasium Wertheim

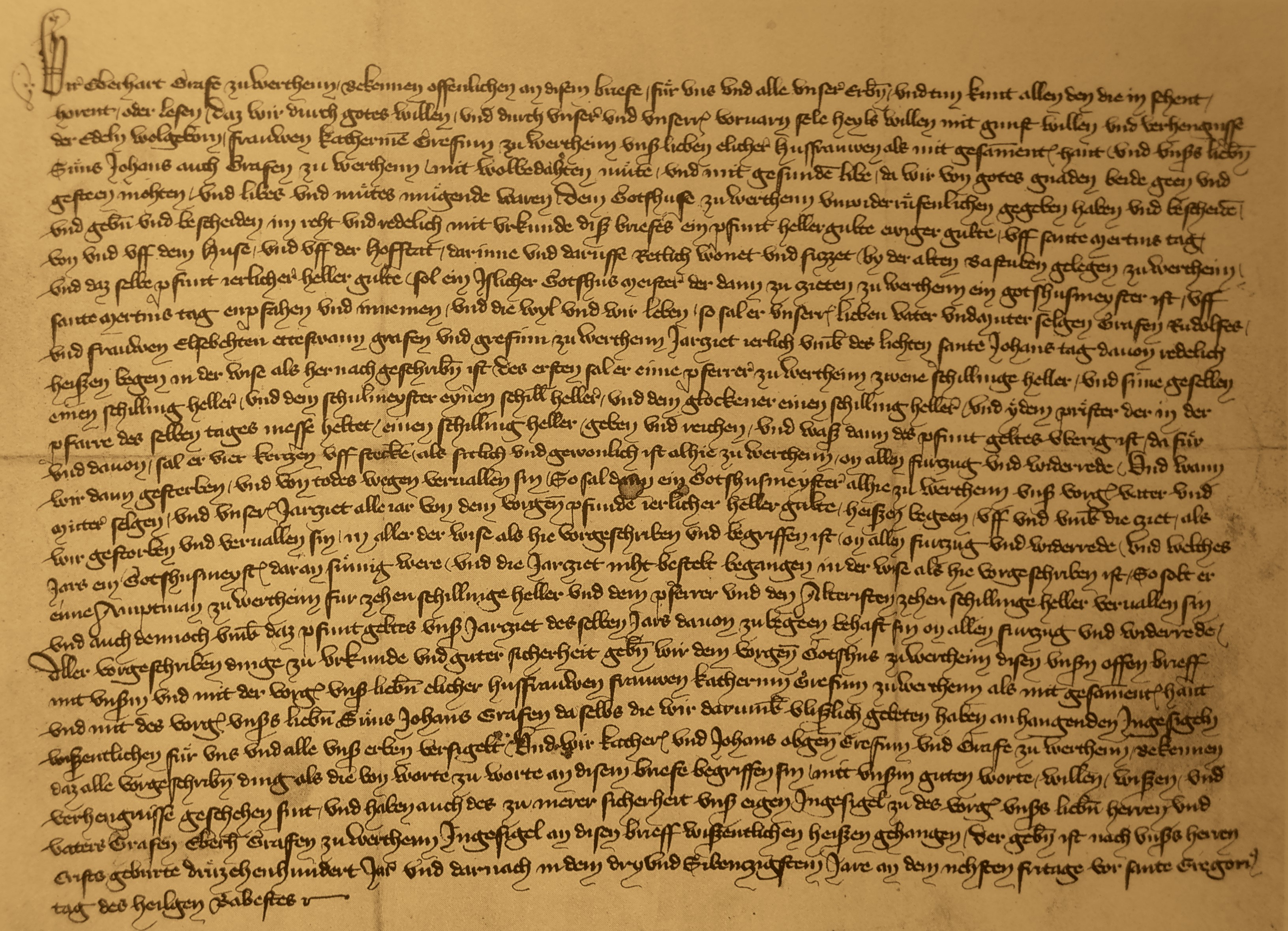
Ersterwähnungsurkunde der Wertheimer Pfarrschule aus dem Jahr 1373 (Landesarchiv Baden-Württemberg Abt. Staatsarchiv Wertheim)

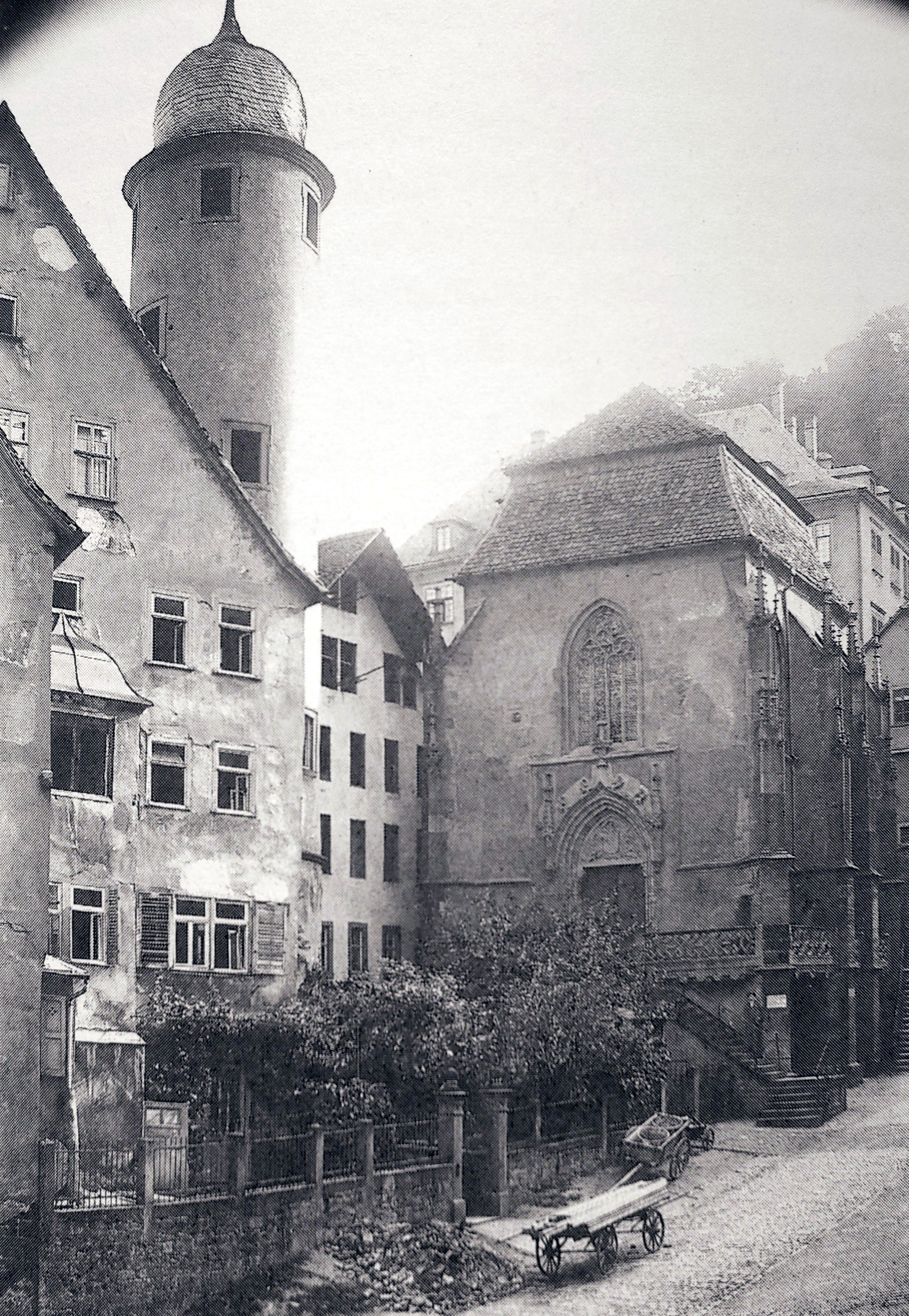
Kilianskapelle Wertheim um 1900, Gebäude der Wertheimer Lateinschule von 1605 bis 1870 (DBG-Schularchiv)

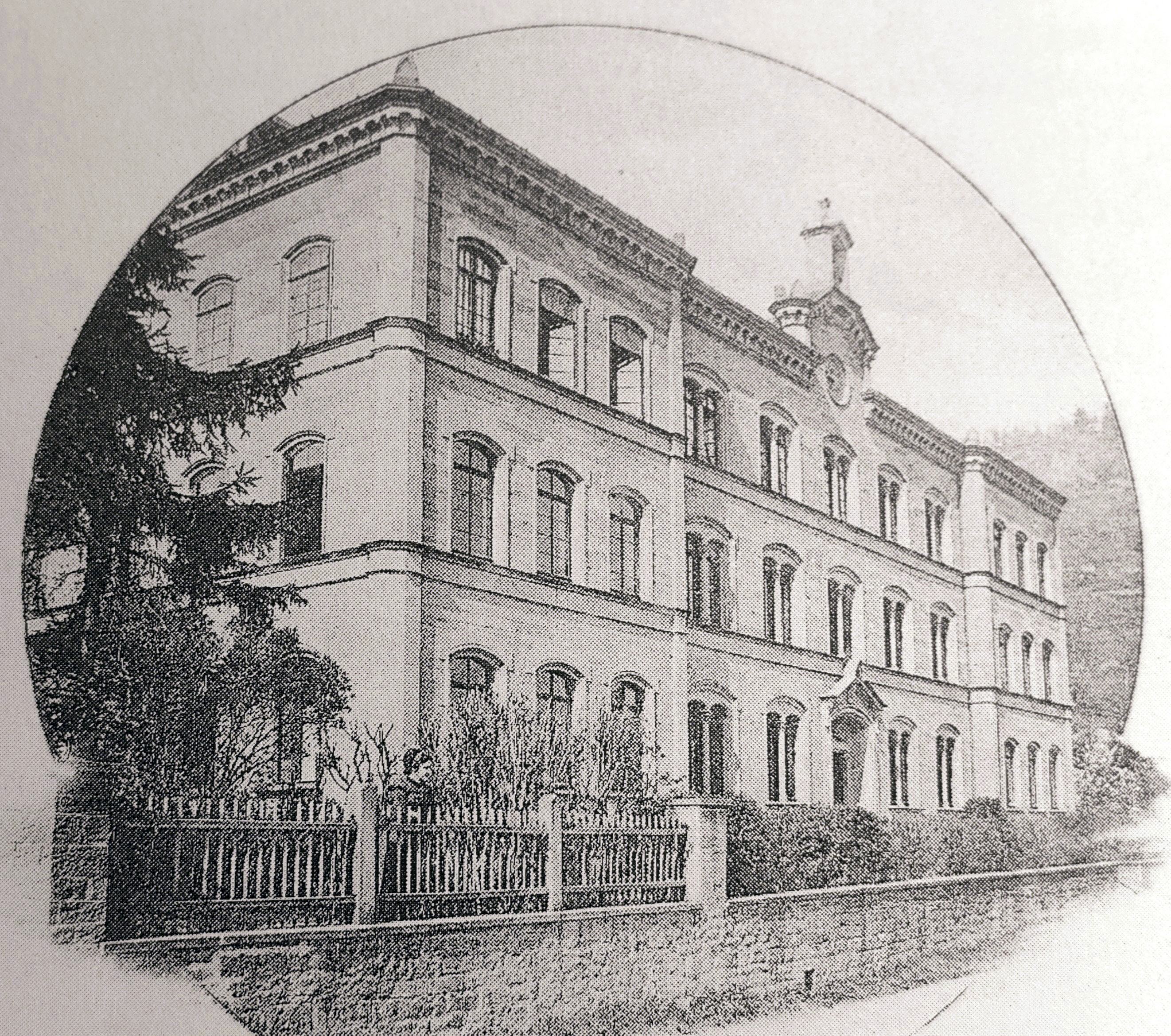
Wertheimer Lyceumsgebäude von 1871 bis 1965, heute Edward-Uihlein-Schule (DBG-Schularchiv)

Das Dietrich-Bonhoeffer-Gymnasium Wertheim ist ein mathematisch-naturwissenschaftliches, alt- und neusprachliches sowie seit dem Schuljahr 2007/2008 musikalisches Gymnasium in Wertheim. Es ist die älteste Lateinschule Badens, wurde vor 1373 gegründet und gehört damit zu den ältesten Schulen in Deutschland.

## Geschichte

### Mittelalterliche Ursprünge
Das heutige Dietrich-Bonhoeffer-Gymnasium führt seine Ursprünge als Lateinschule Wertheim auf die Zeit der Reformation zurück. Diese Schule ging aus der mittelalterlichen Pfarrschule der Wertheimer Marienkirche, der heutigen evangelischen Stiftskirche, hervor.
Belegt wird dies durch eine Urkunde aus dem Jahr 1373, in der erstmals ein Schulmeister bei Abhaltung einer Totenmesse erwähnt wird. In dieser Urkunde belohnt Graf Eberhard von Wertheim den Pfarrer, dessen Stellvertreter und auch den Schulmeister mit Geld für die Durchführung einer Seelenmesse in der Wertheimer Pfarrkirche für seine verstorbenen Familienmitglieder:

„Wir, Eberhart, Graf zu Wertheim, bekennen öffentlich mit diesem Brief, für uns und alle unsere Erben, und tun kund allen denen, die ihn sehen, hören oder lesen, dass wir (Gott zu Ehren) und um das Seelenheil unserer Vorfahren willen, mit Erlaubnis, Entschluss und Einwilligung der edlen, wohlgeborenen Frau Katherine, Gräfin zu Wertheim, unserer lieben, ehelichen Hausfrau, als mit gesamter Hand, und unseres lieben Sohnes Johannes, auch Graf zu Wertheim, mit wohlbedachtem Sinn und gesundem Leib, da wir durch Gottes Gnade beide (noch) gehen und zu stehen in der Lage waren, dem Gotteshaus zu Wertheim unwiderruflich gegeben haben und gelegen zu Wertheim, und dasselbe Pfund jährlicher Heller Einkommen soll ein jeder Gotteshausmeister, der zu Zeiten zu Wertheim Gotteshausmeister ist, am Sankt Martinstag empfangen und einnehmen, und dieweil (solange) wir leben, so soll er (das Jahrgedächtnis) unseres lieben Vaters und der Mutter, des seligen Grafen Rudolf und seiner Frau Elsebeth, vormals Graf und Gräfin zu Wertheim, jährlich am lichten Sankt Johannistag davon ordnungsgemäß geloben, zu begehen in der Weise, wie hernach geschrieben ist:
Zum ersten soll er einem Pfarrer zu Wertheim zwei Schilling Heller und seinem Kaplan einen Schilling Heller und dem Schulmeister einen Schilling Heller und dem Glöckner einen Schilling Heller und jedem Priester, der in der Pfarrei am selben Tag eine Messe hält, einen Schilling Heller geben und reichen; und was dann von dem Pfund Geld übrig ist, dafür und davon soll er vier Kerzen aufstecken, wie es Sitte und Gewohnheit ist hier in Wertheim, ohne allen Verzug und ohne Widerrede. Und wenn wir dann (beide) sterben und von Todes wegen zerfallen sind, so soll dann ein Gotteshausmeister hier zu Wertheim unseres vorgenannten seligen Vaters
Und der Mutter und auch unser Jahrgedächtnis alle Jahre von dem vorgenannten Pfund jährlicher Heller Einnahmen geloben zu begehen zu der Zeit, wenn wir gestorben und zerfallen sind, (genau) in der Weise, wie es hiervor geschrieben und eidlich versprochen ist, ohne allen Verzug und ohne Widerrede, und welchen Jahres ein Gotteshausmeister daran säumig wäre und das Jahrgedächtnis nicht wie angeordnet begangen wurde in der Weise, wie hiervor geschrieben ist, so soll er einem Amtmann zu Wertheim mit zehn Schilling Heller und den Altaristen zehn Schilling Heller verfallen sein und auch dennoch (verpflichtet sein), mit dem Pfund Geld unser Jahrgedächtnis desselben Jahres davon zu begehen, ohne allen Verzug und ohne Widerrede.
Zum Beweis und zu guter Sicherheit aller zuvor geschriebenen Dinge geben wir dem vorgenannten Gotteshaus zu Wertheim diesen unseren offenen Brief mit unserem und mit der vorgenannten, unserer lieben ehelichen Hausfrau, Frau Katherine, Gräfin zu Wertheim, als mit gesamter Hand, und mit des vorgenannten, unseres lieben Sohnes Johannes, Graf daselbst, die wir (d.h. Graf Eberhart) darum gebeten haben, anhängendes Siegel, wissentlich für uns und alle unsere Erben versiegelt. Und wir, Katherine und Johannes, obengenannte Gräfin und Grafen zu Wertheim, bekennen, dass alle zuvor geschriebenen Dinge, wie sie von Wort zu Wort an diesem Brief eidlich versprochen sind; mit unserem guten Wort, Willen, Wissen und Einverständnis geschehen sind; und (wir) haben angeordnet, dass zu größerer Sicherheit unser eigenes Siegel zu des vorgenannten unseres lieben Herren und Vaters, Graf Eberhart, Graf zu Wertheim, Siegel an diesen Brief wissentlich zu hängen ist, der ausgefertigt ist nach unseres Herren Christus Geburt dreizehnhundert Jahre und darnach in dem dreiundsiebenzigsten Jahre an dem nächsten Freitag vor Sankt Gregoriustag, des heiligen Papstes.“

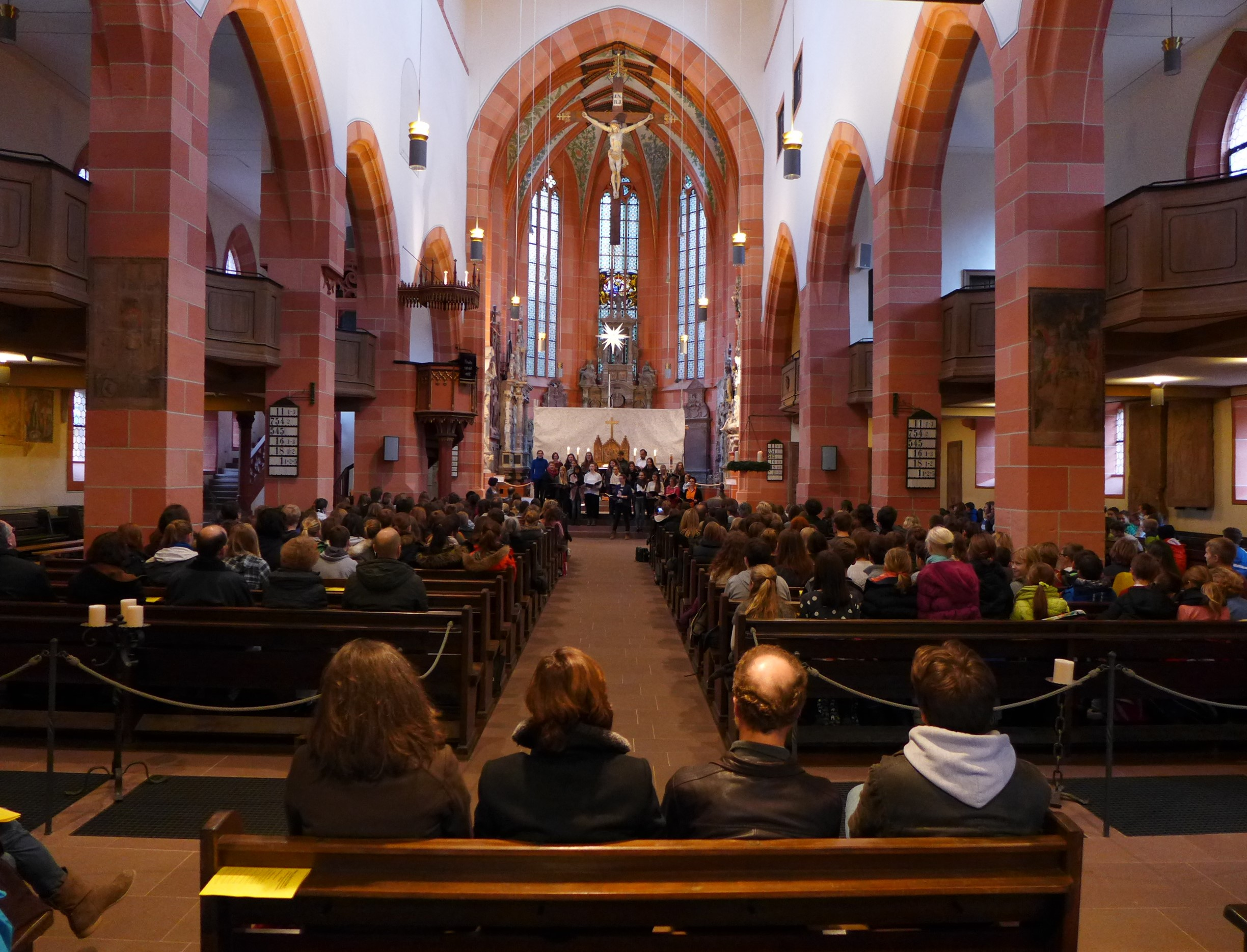
Schulgottesdienst des Wertheimer Gymnasiums in der Stiftskirche

Im Jahr 1382 stiftet der Sohn des Grafen Eberhard, Graf Johann I., eine Seelenmesse für seine verstorbene Mutter Katherine und legt diesbezüglich dieselben Bestimmungen fest wie sein Vater. Dies wird in den Urkunden der Jahre 1399 und 1402 ebenfalls bestätigt und auch der Schulmeister wird dabei stets erwähnt, da er an den Seelenmessen des Priesterkollegiums der Wertheimer Pfarrkirche St. Marien (seit 1481 Stiftskirche) mitwirkte. Darüber hinaus gestaltete der Wertheimer Schulmeister zusammen mit seinen Schülern die Seelenmesse durch lateinische Gesänge liturgisch mit. Die traditionelle Verbundenheit des Wertheimer Gymnasiums zur Stiftskirche in Wertheim wird bis heute durch regelmäßige Schulgottesdienste und die Gestaltung von Konzerten weitergeführt.
Es darf vermutet werden, dass der Schulmeister einer der an der Wertheimer Pfarrkirche St. Marien wirkenden Priester war und von seinen Priesterkollegen zu diesem Amt bestimmt wurde. In einer lateinischen Urkunde aus dem Jahre 1403 wird der kirchliche Lehrer „rector scolarium“ genannt. Als Papst Sixtus IV. im Jahre 1481 die Wertheimer Pfarrkirche in den Rang einer Stiftskirche erhob, wurde in der Urkunde auch der Leiter der Pfarrschule als „scholaster“ erwähnt.
Die Wertheimer Schulmeister erhielten ihr Gehalt vom Grafen, vonseiten der Schülerschaft in Form von Schulgeldbeiträgen und in Gestalt von Remunerationen der Schüler wie Lichtgeld, Holzgeld oder Neujahrsgeld. Seit der Gründung des Chorstiftes Wertheim durch den Grafen Johann II. im Jahr 1419 wurde das Gehalt der Schulmeister durch diese Stiftung gedeckt. Vermutlich befanden sich die Räumlichkeiten dieser Schule im Bereich des heutigen Wertheimer Grafschaftsmuseums. Als erster namentlich genannter Schulmeister wird im Jahr 1509 ein Johannes Ryß erwähnt.
Im Jahr 1448 vermachte der Kölner Theologieprofessor Conrad Wellin der Stiftskirche seine Bibliothek, die vermutlich auch im Schulbetrieb benutzt wurde. Dieser Büchersammlung, bestehend aus theologischen, juristischen, medizinischen Werken und solchen der freien Künste, wird bis heute in einem eigenen Bibliotheksanbau der Wertheimer Stiftskirche aufbewahrt. Wellin zu Ehren wurde die Straße, in der sich heute das Dietrich-Bonhoeffer-Gymnasium befindet, benannt.
Das angestrebte Berufsziel der meisten Schüler der Wertheimer Lateinschule war im Mittelalter das Priesteramt. Es darf vermutet werden, dass Lese- und Schreibkenntnisse in Wertheim auch an einer schon vorhandenen „deutschen“ Schule erworben werden konnten. Die Schüler der „lateinischen“ Schule an der Wertheimer Stiftskirche St. Marien konnten sich nach erfolgreichem Ablauf ihrer Schulzeit zum Priester weihen lassen und Seelsorger an einem der zahlreichen Altäre in den Kirchen der Stadt oder auf dem Land werden. Ein Studium war diesbezüglich nicht zwingend erforderlich, verbesserte aber die Anstellungschancen. Der erste quellenmäßig belegte Wertheimer Student ist ein gewisser Johannes Stopfenheimer, der im Jahr 1387 mit einem anderen Wertheimer Studenten namens Peter die neugegründete Heidelberger Universität besuchte. Stopfenheimer ist für das Jahr 1402 in Wertheim als Vikar belegt und wurde im Jahr 1422 Pfarrer in Wertheim. Weitere Studenten aus Wertheim waren vor der Reformation an verschiedenen deutschen Universitäten, wie Erfurt, Leipzig, Heidelberg, Ingolstadt und Freiburg im Breisgau immatrikuliert. Zur Universität Köln gingen fast nur die studierenden Angehörigen des Wertheimer Grafenhauses.
Anhand der Zahl der Wertheimer Studenten kann man vage Vermutungen über die Zahl der Schüler an der Wertheimer Lateinschule anstellen. Bis zum Jahr 1420 sind neun Studenten aus Wertheim quellenmäßig bekannt. Zwischen den Jahren 1451 und 1460 sind etwa 30 Studenten aus Wertheim an verschiedenen Universitäten nachgewiesen. In der Zeit zwischen 1500 und 1520 sind zusammen 35 Wertheimer Studenten belegt.

### Neugründung in der Zeit der Reformation
Im Jahr 1524 führte Graf Georg II. in der Grafschaft Wertheim zwangsweise die Reformation lutherischer Prägung ein. Der von 1525 bis 1530 als Berater des Grafen Georg II. in Wertheim tätige Johann Eberlin von Günzburg richtete als Oberaufseher das Wertheimer Schulwesen nach der lutherschen Bildungskonzeption aus.
Die Schülerzahlen der Wertheimer Pfarrschule nahmen vermutlich in den ersten Jahren der Reformation infolge des Wegfalls der materiellen Grundlage der Messstiftungen stark ab. Eventuell kam der Wertheimer Schulbetrieb sogar ganz zum Erliegen und musste durch den Grafen Georg II., der in Wertheim die Reformation einführte, neu belebt werden. Martin Luther erwähnt im Jahr 1530 in seiner wenige Wochen nach dem Tode des Grafen erschienenen „Predigt, dass man Kinder zur Schulen halten solle“ Graf Georg II. ausdrücklich als positives Beispiel für einen Adligen, der in seinem Herrschaftsgebiet Lobenswertes für das Schulwesen geleistet habe.
Graf Georgs Sohn, Graf Michael III., ließ im Jahr 1553 im nahegelegenen Kloster Bronnbach ebenfalls eine lutherische Bildungsstätte einrichten, musste allerdings nach einem Einschreiten des Würzburger Bischofs im Jahr 1559 das Kloster wieder der katholischen Kirche überlassen. Graf Michaels Schwiegervater und Nachfolger, Graf Ludwig zu Stolberg-Königstein, beendete die Bronnbacher Filialgründung im Jahr 1571 und ließ im Jahr 1572 die gotische Kilianskapelle in Wertheim durch den früheren Bronnbacher Abt Clemens Leuser zum neuen Schulgebäude umbauen.

### Schulhaus Kilianskapelle
Die der Stiftskirche gegenüberliegende spätgotische Kilianskapelle gilt als eine der bedeutendsten gotischen Doppelkapellen in Deutschland. Schutzpatron ist der Frankenapostel Kilian, ein iro-schottischer Missionsbischof, der zusammen mit seinen Gefährten Kolonat und Totnan um das Jahr 689 in Würzburg den Märtyrertod gestorben sein soll. Der Baubeginn des ehemaligen Sakralbaues datiert auf das Jahr 1472. Um das Obergeschoss führt ein Gang mit aufwendiger Maßwerkbrüstung und einem Wappenfries sowie dem „Wertheimer Affen“ als Symbol der Eitelkeit, die in der christlichen, besonders der katholischen Theologie zu den Hauptsünden gerechnet wird. Ursprünglich als Kapelle für die geistlichen Stiftsherren erbaut, diente sie seit 1604 als Gebäude der Wertheimer Lateinschule. Nach dem Ende des Schulbetriebes aufgrund des Neubaues des Lyceums links der Tauber wurde das Gebäude in den Jahren 1903/04 wieder in gotischen Formen rekonstruiert.

### 17. Jahrhundert und Dreißigjähriger Krieg
Graf Ludwig von Löwenstein-Wertheim veranlasste im Jahr 1604 eine Neuorganisation der Wertheimer Lateinschule. Die Schulleiter wurden nun zu „Rectoren“ und der deutsche Zweig der Schule wurde mit dem lateinischen vereinigt. Die Schüler wurden in der untersten Klasse in deutscher Sprache im Lesen, Schreiben und Rechnen unterrichtet. Danach folgt eine vierjährige Ausbildung in lateinischer Sprache.
Neues Schulgebäude wurde die ehemalige Kilianskapelle neben der Wertheimer Stiftskirche. In den gotischen Kapellenraum wurden Balkendecken eingezogen, sodass ein Saal und vier Schulzimmer entstanden. Die Maßwerkfenster des ehemaligen Sakralraumes wurden zu diesem Zweck vermauert und normale Zimmerfenster eingesetzt.
In der Zeit des Dreißigjährigen Krieges blieb das Rektorat mehrfach unbesetzt und es kam zu erheblichen Störungen des Schulbetriebes mit schwankender Klassen- und Schülerzahl. In der Folgezeit wurde das Lateinische zugunsten der deutschen Sprache zunehmend in den Hintergrund gedrängt.

### 18. Jahrhundert
Laut dem Bericht des Wertheimer Schulleiters Johann Friedrich Neidhart (1744–1825) existierten am Ende des 18. Jahrhunderts vier Klassen an der Schule in der Kilianskapelle. In den unteren Jahrgängen wurden Mädchen und Jungen „in zwey eigenen Teutschen Schulen unterrichtet.“ Weiter heißt es: „In den Lateinischen Classen werden die Lectionen, einige kleine Abgaben abgerechnet, frey gegeben.“ Die Lehrer der Wertheimer Schule bezogen weiterhin ihr Gehalt aus der Chorstiftung der Wertheimer Stiftskirche. Schulleiter Neidhart selbst stammte aus einer seit Generationen im Wertheimer Kirchen- und Schuldienst tätigen Familie. Bis zu seinem 16. Lebensjahr war er Schüler der Wertheimer Schule gewesen. Zur Vorbereitung eines akademischen Studiums war er auf das Nassauische Gymnasium in Idstein gewechselt, da Wertheim diese Qualifikation nicht anbieten konnte, und studierte anschließend ab 1763 in Halle an der Saale. Sein letztes Studienjahr absolvierte er 1766 in Tübingen. Ab 1771 übernahm Neidhart das seit längerem vakante Rektorat der Wertheimer Lateinschule und versah es 54 Jahre lang. Hier stellte sich ihm die Aufgabe, die Wertheimer Bildungsanstalt wieder zu einem Lyceum aufzubauen, das zur Universitätsreife führen sollte. Unterstützt wurde Neidhard in diesem Vorhaben ab dem Jahr 1809 durch den aus Halle kommenden Professor Föhlisch. Seit der Zeit Neidharts werden auch jährliche „Schulprogramme“, die Vorläufer der heutigen Jahrbücher, verfasst und gedruckt.

### Ausbau zur gymnasialen Vollanstalt

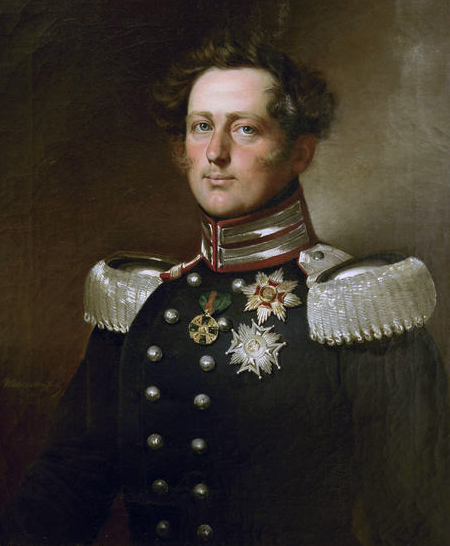
Leopold, Großherzog von Baden

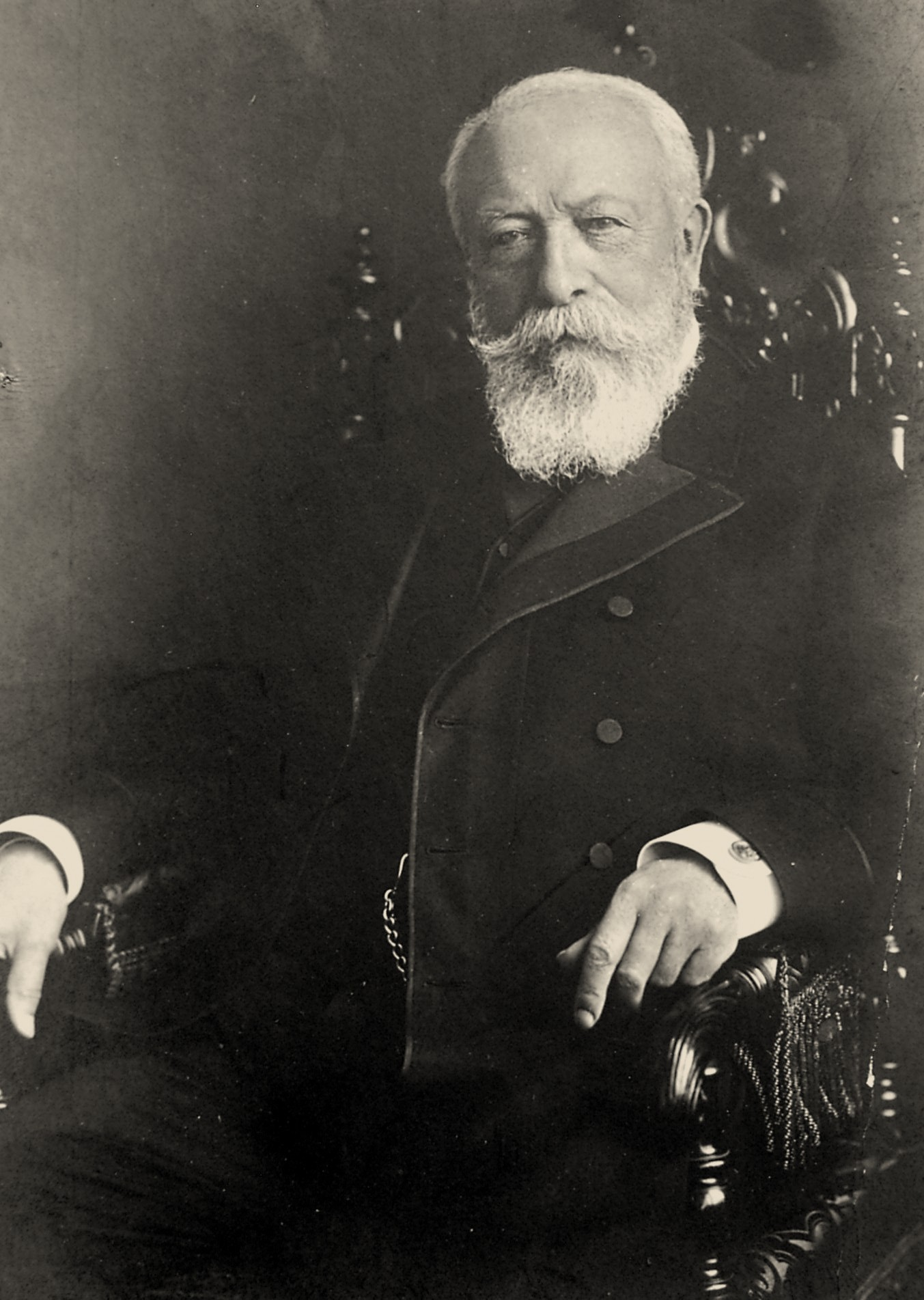
Friedrich I., Großherzog von Baden

Während der Amtszeit von Johann Gottlob Erdmann Föhlisch (1825–1852) wurde die Wertheimer Lateinschule im Jahr 1841 auf neun Klassenstufen erweitert und am 31. Juli 1845 durch den badischen Großherzog Leopold zur gymnasialen Vollanstalt humanistischer Prägung ausgebaut. Im Jahr 1868 vermachten die Erben von Kapitän Heinrich Hoffmann dem großherzoglichen Lyceum Wertheim eine heute noch bestehende ornithologische Sammlung und dazu passende Vitrinenschränke im Stil des Biedermeier.

### Neubau des historistischen Gymnasiumsgebäudes
Auf Initiative des badischen Großherzogs Friedrich I., der sich vor Ort von den defizitären und desolaten Zuständen der Baulichkeit der mittelalterlichen Kilianskapelle überzeugt hatte, wurde das Wertheimer Lyceum von der alten Kapelle in ein neuerrichtetes historistisches Sandsteingebäude im Gebiet links der Tauber in der Nähe des Bahnhofes verlagert. Das dreigeschossige, symmetrisch angelegte Gebäude mit fünfachsigem Mittelteil und zwei dreiachsigen, wenig vorspringenden Flankenrisaliten wird von einem Giebelreiter mit Uhr und Glockengeschoss bekrönt. Es war im Jahr 1866 von Oberbaurat Fischer und Bauinspektor Haufe entworfen worden.
Der Neubezug des fertiggestellten Gebäudes verzögerte sich durch den Ausbruch des Deutsch-Französischen Krieges, da das neue Schulhaus (heutige Edward-Uihlein-Schule) als Lazarett dienen musste. Denjenigen Oberstufenschülern, die sich freiwillig zum Kriegsdienst meldeten, wurde ohne vorherige Prüfung das Abiturzeugnis durch den Schulleiter verliehen.
Die Reichsgründung im Spiegelsaal des Schlosses von Versailles am 18. Januar 1871 und der Sieg über den „meineidigen, blutsbefleckten Imperator Frankreichs“ mit dem Vorfrieden von Versailles vom 26. Februar 1871 wurden in Wertheim am 3. März 1871 mit ausgiebigen Feierlichkeiten begangen.
Der Neubezug des neuen Gebäudes in der heutigen Bismarckstraße konnte erst am 15. August 1871 mit einem großen Festzug, einem feierlichen Festakt und einem anschließenden Festmahl gebührend gefeiert werden. Am 11. Juni 1872 wurde das Wertheimer Lyceum zum „Großherzoglichen Gymnasium Wertheim am Main“.
Im Schuljahr 1901/1902 wurden die ersten drei Mädchen in das Großherzogliche Gymnasium aufgenommen. Die erste Schülerin, die am Wertheimer Gymnasium im Jahr 1909 die Reifeprüfung ablegte, war Sophie Steinberger, die im Jahr 1908 in die Oberprima eingetreten war.

### Reduktionspläne
Im Sommer des Jahres 1931 beschloss die badische Landesregierung, das Wertheimer Gymnasium aufgrund der prekären Finanzlage der Landeskasse als Vollanstalt zu schließen und nur noch als siebenklassiges Progymnasium zu erhalten. Den Wertheimer Eltern wurde geraten, ihre Kinder auf das Gymnasium in Tauberbischofsheim zu schicken. Nach energischen Protesten des Wertheimer Schulleiters entschied sich die Landesregierung am 13. Juli 1936 für den Erhalt des Gymnasiums in Wertheim als Vollanstalt.

### Nationalsozialismus und Zweiter Weltkrieg

#### Zwangsversetzungen
Unmittelbar nach der NS-Machtergreifung überprüften „Vertrauensmänner“ der NSDAP und Mitglieder des Landrats die Bereitschaft des Lehrkörpers zur Zusammenarbeit mit dem Nationalsozialismus. Als Folge davon wurde Gymnasialprofessor Rüdiger am 12. Oktober 1933 aufgrund des § 4 des Berufsbeamtengesetzes aus dem Dienst in Wertheim entfernt, da er insgesamt den neuen Machthabern in politischer Hinsicht unzuverlässig erschien.
Der Schulleiter Hermann Friedrich Wilhelm Scharnke wurde aus ebensolchen Gründen zu Beginn des Schuljahres 1934/1935 nach Donaueschingen zwangsversetzt. Scharnke war ins Fadenkreuz des NS-Kreisleiters Schmidt geraten, da er als überzeugter Christ die Störung der Sonntagsgottesdienste in der Stiftskirche durch die Sonntagsvormittagsappelle der NS-Jugendverbände kritisiert hatte. In Donaueschingen wurde noch intensiver gegen Scharnke vorgegangen. Er wurde nach einem denunziatorischen Kesseltreiben dienstlich degradiert und nach Freiburg im Breisgau strafversetzt.
Das übrige Kollegium hatte recht früh den Anschluss an die NSDAP gefunden und war bis 1934 weitgehend auch im NS-Lehrerbund organisiert.

#### Gleichschaltung des Kollegiums
Scharnkes Wertheimer Nachfolger wurde, zunächst kommissarisch, ab 1. Oktober auch offiziell, der überzeugte Nationalsozialist Karl Albert Hiß. Zur Hebung der Wehrfähigkeit innerhalb der Schülerschaft veranstaltete Hiß umgehend eine Ausstellung mit Hinterlassenschaften von ehemaligen Schülern des Wertheimer Gymnasiums, die im Ersten Weltkrieg als Soldaten getötet worden waren, in den beiden Hoffmannschen Biedermeiervitrinen. Im September 1934 wurde Gymnasialdirektor Hiß zum Kreiskulturwart der NSDAP ernannt. Im Mai 1936 ging Hiß an das Gymnasium in Offenburg und war ab 1. August 1940 im besetzten Elsass tätig, wo er bis zum 21. November 1944 in Straßburg wirkte.

#### Ideologisierung des Schulalltags
In der Amtszeit des Wertheimer Schulleiters Eugen Josef Karl Glassen (1936–1942) wurde der Schwerpunkt der schulischen Erziehung auf die Leibeserziehung und damit auf die Wehrertüchtigung verlagert. Zum Ausgleich wurden „Kurzstunden“ eingeführt, die nur noch 45 Minuten dauerten. Der Samstag wurde ab dem 22. September 1934 zum „Staatsjugendtag“ erklärt, der neben zwei Stunden nationalpolitischer Belehrung auch Werk- und Sportunterricht umfasste. Den Unterricht übernahmen Führer der Hitlerjugend. Allerdings wurde der „Staatsjugendtag“ im Jahr 1936 wegen mangelnden Niveaus wieder abgeschafft.
Mit der sogenannten „Machtergreifung“ Hitlers stieg auch die Anzahl der ideologiebehafteten Schulfeiern enorm an: Hakenkreuzfahnen wurden feierlich gehisst, Reden zur Glorifizierung des Reichskanzlers Hitler gehalten, Bilder des „Führers“ kamen im Schulgebäude feierlich zur Aufhängung, Schlageter-Feiern, Hitler-Geburtstage, Deutsche Reichsgründungsgedächtnisfeiern sowie Gedenkstunden zum „Tag der Machtergreifung“ oder des „Tages von Potsdam“ wurden begangen. Darüber hinaus versammelten sich die Schüler in der Aula, um der Übertragung von Reden Hitlers im Rundfunk zu lauschen. Diesen Feierstunden wohnten jeweils die Vertreter der Stadtverwaltung Wertheims und die „Vertrauensmänner“ der NSDAP bei. Die NS-Jugendorganisationen veranstalteten am neuerrichteten Kreuzwertheimer Kaffelsteindenkmal neopagan-völkische Wintersonnenwende- und Sommersonnenwende-Feiern für die Schülerschaft.
Der sogenannte Hitlergruß war im Wertheimer Gymnasium im Herbst 1933 eingeführt worden. Für die Schulbibliothek schaffte man grundlegende Werke der nationalsozialistischen Ideologie an. Die Beschaffung militärischer Karten und die vermehrte Durchführung sportlicher Veranstaltungen sollten der Hebung der Wehrfähigkeit innerhalb der Schülerschaft dienen.

#### NS-Jugendorganisationen
Im nationalsozialistisch geprägten Wertheim hatten sich bereits vor der „Machtergreifung“ Hitlers NS-Jugendverbände (Hitlerjugend, Deutsches Jungvolk, Bund Deutscher Mädel) gebildet. Diese Verbände konnten sich bei der Durchsetzung ihres Monopolanspruches hinsichtlich der Erfassung der Wertheimer Schülerschaft auf die Zusammenarbeit mit der Schulleitung und der Lehrerschaft stützen. So nahm Gymnasialprofessor Eckerlin die Funktion eines HJ-Führers wahr, während Gymnasialprofessor Peter als Jungvolkführer amtierte. Darüber hinaus wurde im Schulunterricht massiv für die Mitgliedschaft in den NS-Jugendverbänden geworben, sodass im Herbst 1934 nur noch 12 Schüler des Gymnasiums nicht in einem der NS-Verbände eingegliedert waren.
Die in den NS-Jugendverbänden organisierten Schüler übten ihrerseits Druck auf die Lehrerschaft aus. Der katholische Stadtpfarrer der St. Venantius-Kirche, Karl Bär (1880–1968), zugleich Ortsvorsitzender der Zentrumspartei, wurde wiederholt Opfer von Anfeindungen und Repressalien, da er keinen Hehl aus seiner kritischen Einstellung gegenüber dem Nationalsozialismus machte.
Ebenso denunzierten im Oktober 1933 Schüler den Wertheimer Gymnasialprofessor Strubel, da er im Unterricht beiläufig gegen die Politik der NSDAP gestichelt habe.
Bereits im Jahr 1933 waren alle evangelischen Wertheimer Jugendorganisationen der Hitlerjugend angeschlossen worden. Lokaler Förderer dieser Eingliederungsmaßnahme war der evangelische Pfarrer der Wertheimer Stiftskirche, der Mitglied der NSDAP war und als Mitbegründer der Wertheimer Ortsgruppe der „Deutschen Christen“ hervortrat. Das Jahr 1936 brachte auch für die katholischen Wertheimer Jugendorganisationen die Eingliederung in die HJ.

#### Kriegsvorbereitende Reorganisationsmaßnahmen
In der Zeit des Nationalsozialismus wurde das Wertheimer Gymnasium im Jahr 1937 in eine achtklassige deutsche Oberschule umgewandelt, um den Nachwuchsbedarf der Wehrmacht in der Vorbereitung auf den Zweiten Weltkrieg zu decken. Die neunte Klasse wurde aufgrund des Wehrgesetzes unter Reichserziehungsminister Bernhard Rust gestrichen. So legte im ersten Halbjahr 1937 ein Doppeljahrgang das Abitur ab. Rust setzte ebenso die Ideologisierung des Fachunterrichts (z. B. im Erlass „Vererbungslehre und Rassenkunde im Unterricht“ vom 15. Januar 1935) durch. Als erste Fremdsprache wurde Englisch eingeführt.

#### Provisorischer Schulbetrieb
Schulleiter Eugen Josef Karl Glassen war seit dem Oktober 1940 bis zum März 1942 im wiedereroberten Elsass tätig, wo er die dortigen Lehrer pädagogisch regermanisieren sollte. In der Zeit seiner Abwesenheit wurde er von Professor Balter (eigentlich Balthasar) Eberhard vertreten. Von April 1942 bis zur ersten Novemberhälfte desselben Jahres war Direktor Glassen wieder in Wertheim tätig, um dann endgültig ins Elsass zur NS-Unterrichtbehörde in Straßburg zu wechseln.
Nach Glassens Weggang wurde im Wertheimer Gymnasium nur noch ein provisorischer Schulbetrieb aufrechterhalten, mit Professor Wilhelm Ost vom Gymnasium in Tauberbischofsheim als Schulleiter. Ludwig Michel, der im Frühling 1943 als kommissarischer Schulleiter des Wertheimer Gymnasiums eingesetzt wurde, konnte das Amt nicht antreten, da er als Soldat in der Wehrmacht diente. Er wurde am 16. September 1944 bei Kämpfen in Condette in Nordfrankreich getötet, ohne jemals das Wertheimer Gymnasiumsgebäude betreten zu haben.
Die männliche Schülerschaft war durch immer früher eingezogene Jahrgänge stark dezimiert worden. Zur Abhaltung von Unterricht hatte man einige elsässische Lehrer abgeordnet und erstmals Lehrerinnen eingestellt.
Ab Oktober 1943 wurden die Schüler der Oberschule als Luftwaffenhelfer eingesetzt. Im Herbst 1944 wurden die Wertheimer und Tauberbischofsheimer Gymnasiasten in die Vogesen abkommandiert, wo sie unter der Aufsicht von Professor Ost Schützengräben ausheben sollten, um die herannahenden Truppen der alliierten Kampfverbände aufzuhalten.
Am 21. März 1945 wurde der Unterricht an der Wertheimer Schule infolge der Kriegswirren vollständig eingestellt. Am Ostersonntag, dem ersten April 1945, konnten US-amerikanische Truppen Wertheim kampflos einnehmen.

#### Wolfram von Eschenbach-Schule

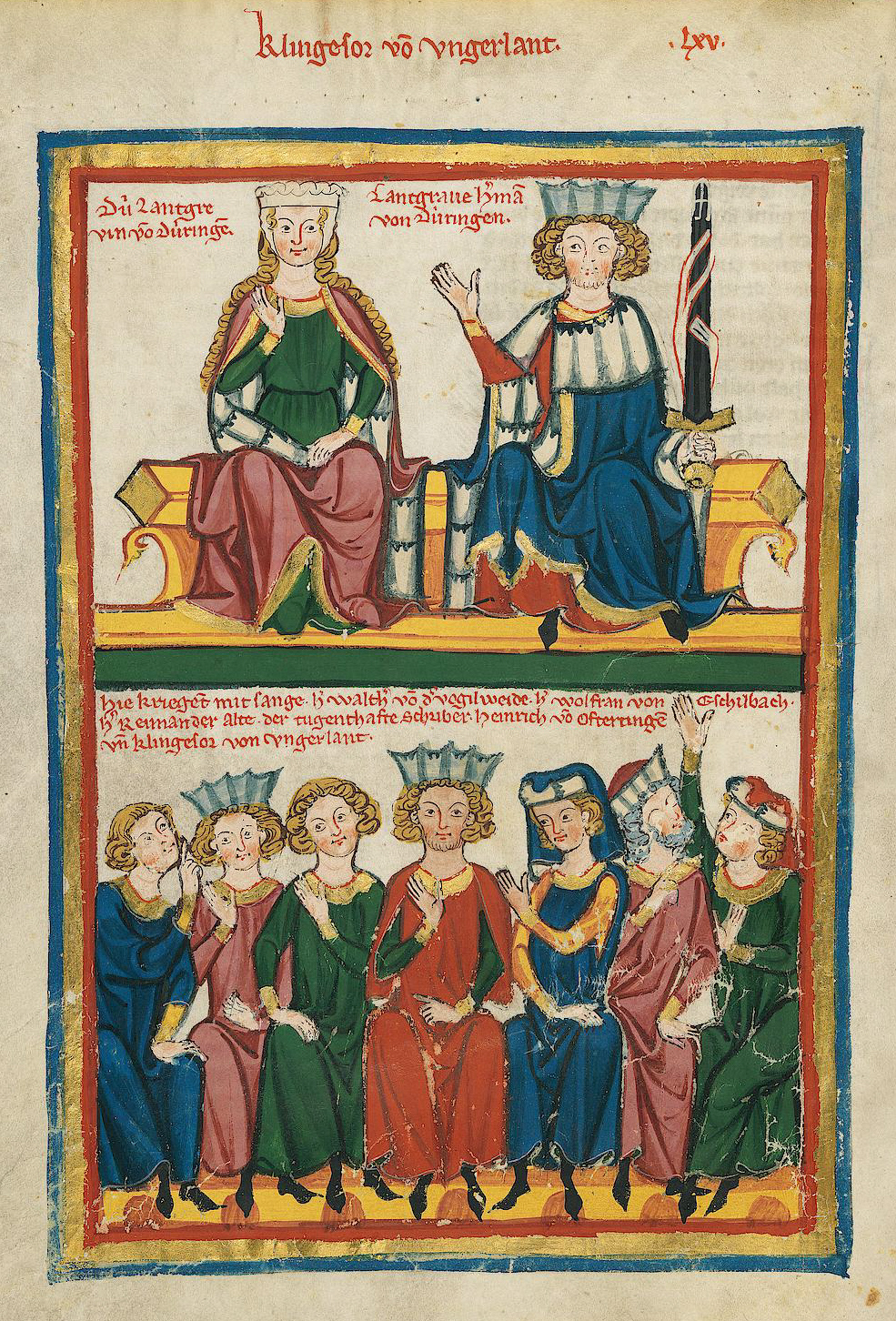
Codex Manesse, Wolfram von Eschenbach beim Sängerkrieg

Das Wertheimer Gymnasium erhielt im Jahr 1937 den Namen „Wolfram von Eschenbach-Schule, Oberschule für Jungen“. Dennoch konnten Mädchen die Schule besuchen. Allerdings wurden im Schuljahr 1937/1938 nur noch drei Schülerinnen unterrichtet. Den Namen „Wolfram von Eschenbach-Schule“ behielt das Wertheimer Gymnasium bis zum Jahr 1965.
Der Name des mittelalterlichen Minnesängers Wolfram von Eschenbach wurde deshalb als Namensgeber der Schule gewählt, da der Dichter vermutlich um das Jahr 1200 zeitweise in Verbindung mit den Grafen von Wertheim und den Herren von Dürn stand. Letzteren gehörte die Burg Wildenberg im Odenwald in der weiteren Umgebung Wertheims, auf der Wolfram einen Teil seines Parzival verfasst haben soll. Hier heißt es:

„Min hêrre der grâf von Wertheim waer ungern soldier dâ gewesn: er möht ir soldes niht genesn.“

Übertragung:

„Mein Herr, der Graf von Werteheim hätte bei diesen da nicht gerne Söldner sein wollen. Von ihrem Sold hätte er nicht leben können.“

### Unmittelbare Nachkriegszeit
Auf Druck der US-Militärregierung wurden der größte Teil der Wertheimer Lehrerschaft aufgrund einer Mitgliedschaft in der NSDAP seines Amtes enthoben und das Schulgebäude requiriert. Das Wertheimer Gymnasialschulwesen wurde von Tauberbischofsheim aus mitverwaltet. Per Erlass der US-Militärbehörde wurde im November 1945 die achtjährige Schulzeit wieder aufgehoben und in Wertheim die Einrichtung eines neunklassigen Realgymnasiums angeordnet. Am 8. Januar 1946 wurde der Lehranstalt wieder der Charakter eines Gymnasiums zugesprochen. Zeitgleich wurden Pläne diskutiert, das Gymnasium in Wertheim ganz zu schließen und nach Tauberbischofsheim zu verlegen. Gegen diese Schließungsabsichten plädierte das evangelische Melanchthonstift in Wertheim entschieden für die Erhaltung eines protestantisch geprägten Wertheimer Gymnasiums und berief sich dabei auf eine Existenzberechtigung der Wertheimer Schule als evangelisches Pendant zum Konvikt mit Gymnasium im katholisch geprägten Tauberbischofsheim.
Schließlich entschied sich die Militärregierung, den Wertheimer Schulbetrieb am 21. März 1946 mit zwei Lehrern für 90 Jungen und 47 Mädchen wieder provisorisch aufzunehmen. Wegen der parteipolitischen Vergangenheit des Kollegiums wurden zahlreiche Lehrer nicht zum Unterricht zugelassen und bis zum Januar 1947 wurde das Wertheimer Gymnasium von Tauberbischofsheim aus mitverwaltet. Der starke Zuzug von Heimatvertriebenen nach Wertheim ließ die Zahl der Schüler am Wertheimer Gymnasium bald anschwellen. So wurden im Jahr 1948 bereits 408 Jugendliche unterrichtet. Im selben Jahr 1948 wurde im Wertheimer Gemeinderat die Entscheidung getroffen, dass die Sprachenfolge am Wertheimer Gymnasium Latein-Englisch-Griechisch sein sollte. Im Jahr 1949 wurde ein zusätzlicher Zweig mit der Sprachenfolge Englisch-Latein-Französisch eingerichtet. Ab dem Jahr 1954 wurde für alle Schüler die Sprachenfolge Latein-Englisch-Französisch festgelegt. Im Jahr 1957 wurde die Entrichtung des Schulgeldes durch die Eltern der Schülerinnen und Schüler per Erlass vollständig gestrichen.

### Neubau des Gymnasiums und Umbenennung
Durch das weitere Anwachsen der Schülerzahlen wurde es notwendig, den Jugendsaal des evangelischen Melanchthonstiftes in Wertheim als zusätzlichen Schulraum zu belegen, da im Schulgebäude in der Bismarckstraße mit seinen 9 eigentlichen Klassenzimmern für 16 Klassen nur 12 Zimmer zur Verfügung gestellt werden konnten. Im Jahr 1957 stieg die Klassenzahl auf 18 an. So trug man sich mit Plänen zum Neubau eines Gebäudes oder zum Erweiterungsbau eines bereits bestehenden und ein Ideenwettbewerb wurde ausgeschrieben. Nachdem eine Jury die Arbeiten der Teilnehmer am Architektenwettbewerb für den Neubau des Gymnasiums am Hang beim Wertheimer Krankenhaus bewertet hatte, wurden die Modelle und Entwürfe am 8. November 1959 in der ursprünglichen Landwirtschaftsschule ausgestellt. Der Gemeinderat hatte einen auf Wertheimer Architekten und drei Facharchitekten beschränkten Wettbewerb beschlossen und dafür 30.000 DM bewilligt. Aus Wertheim selbst beteiligten sich die Architekten Heinz Bonik, Christoph Schlüter, Horst Hugo Schmidt und Gerhard Latzel. Architekt Kurt Lutz hatte als Mitglied des Gemeinderats auf eine Teilnahme verzichtet, gehörte aber der Jury an, die über die Preisvergabe entschied. Als Facharchitekten, die für ihre Arbeit ein Honorar von jeweils 2.500 DM erhielten, reichten die Büros Hirsch (Karlsruhe), Schmucker/Schmechel (Mannheim) und Bregler (Stuttgart) Modelle und Pläne ein. Die Jury vergab an den Architekten Gerhard Latzel, der einige Jahre für die Fränkische Wohnungsbaugesellschaft in Wertheim tätig gewesen war und ein Büro in München betrieb, den ersten Preis. Der zweite Preis ging an den Architekten Hirsch und der dritte an die Architektenarbeitsgemeinschaft Schmucker/Schmechel.
Beim Bau erweiterte man eine bestehende Landwirtschaftsschule in der Gemarkung „Mittlere Flur“. Das erweiterte Gebäude war raummäßig für 600 Schüler in 24 Klassen ausgelegt. An Ostern 1964 zogen die ersten Klassen in das erweiterte Gebäude der ehemaligen Landwirtschaftsschule „Mittlere Flur“ ein.
Das Lehrerkollegium beriet anlässlich des Neubezuges über eine Umbenennung des Gymnasiums in Wertheim, um den nationalsozialistischen Fleck in der Geschichte der Anstalt sichtbar zu tilgen. In der Diskussion waren dabei der Name Conrad Wellin, Johannes Kerer oder eine regionale Landschaftsbenennung. Plädiert wurde allerdings auch für die Beibehaltung des Namens des Minnesängers Wolfram von Eschenbach unter Verweis auf den Bezug zur Wertheimer Stadtgeschichte. Darüber hinaus konnte auch argumentiert werden, dass Wolfram von Eschenbach ja keinerlei Einfluss auf seine Vereinnahmung zur Zeit des Nationalsozialismus haben konnte. Ohne die Vorschläge des Kollegiums zu berücksichtigen, setzte der damalige Bürgermeister Karl Josef Scheuermann nach einer vorangegangenen Probeabstimmung (4. Januar 1965) am 25. Januar 1965 im Gemeinderat den Namen „Dietrich-Bonhoeffer-Gymnasium“ durch, um mit dem lutherischen Theologen und Vertreter der Bekennenden Kirche sowie am deutschen Widerstand gegen den Nationalsozialismus beteiligten Dietrich Bonhoeffer ein deutliches Zeichen des Antifaschismus im ehemals stark nationalsozialistisch ausgerichteten Wertheim zu setzen.
Am 3. Mai 1965 wurde das neue Gebäude in der nach Conrad Wellin benannten Straße unter dem Namen „Dietrich-Bonhoeffer-Gymnasium“ im Beisein von Dietrich-Bonhoeffers Zwillingsschwester Sabine Leibholz, Bonhoeffers Freund Eberhard Bethge, Bonhoeffers Nichte Renate Schleicher (verh. Bethge), Bundesverfassungsrichter Gerhard Leibholz und dem bayerischen CSU-Politiker Josef Müller (genannt Ochsensepp), einem Mitgefangenen Bonhoeffers im KZ Flossenbürg, feierlich eingeweiht.
Nach dem Festakt und der Herausgabe der Festschrift kam es zwischen Bürgermeister Scheuermann und Oberstudiendirektor Hugo Max zu einem heftigen verbalen und auch schriftlichen Meinungsaustausch, in dem Scheuermann dem Schulleiter vorwarf, im Gemeinderat der Umbenennung zwar zugestimmt zu haben, im Kollegium allerdings nicht genügend hinter der neuen Namensgebung zu stehen. Darüber hinaus wies Scheuermann die vom Gymnasium herausgegebene Festschrift zur Einweihung zurück und verweigerte eine Verteilung an die Ehrengäste des Einweihungsaktes und an die zuständigen Behörden. Die Missstimmung zwischen der Stadt auf der einen und der Schulleitung und dem Kollegium auf der anderen Seite zog sich noch längere Zeit hin.

### Erweiterungsbauten

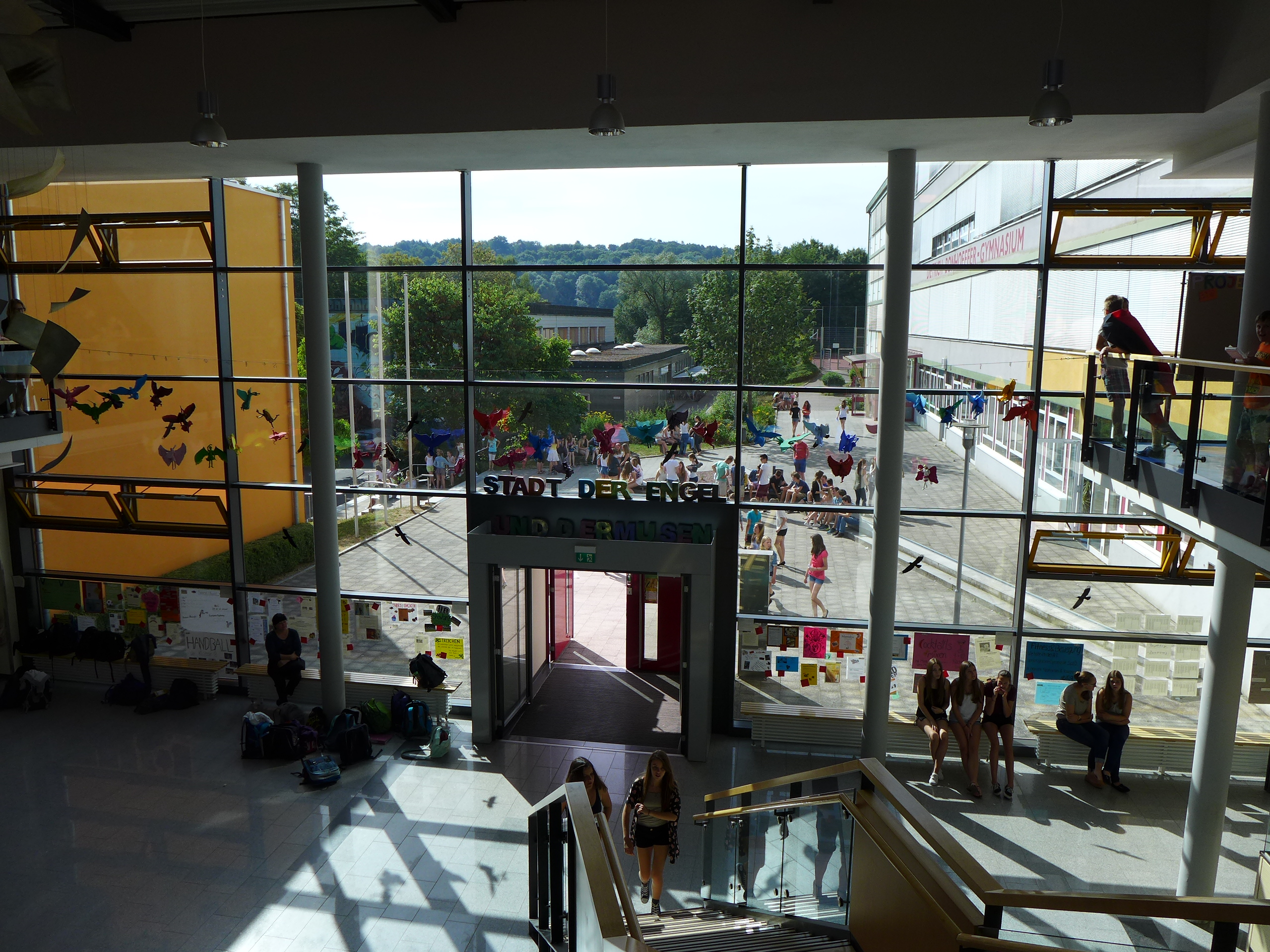
Foyer des Dietrich-Bonhoeffer-Gymnasiums Wertheim

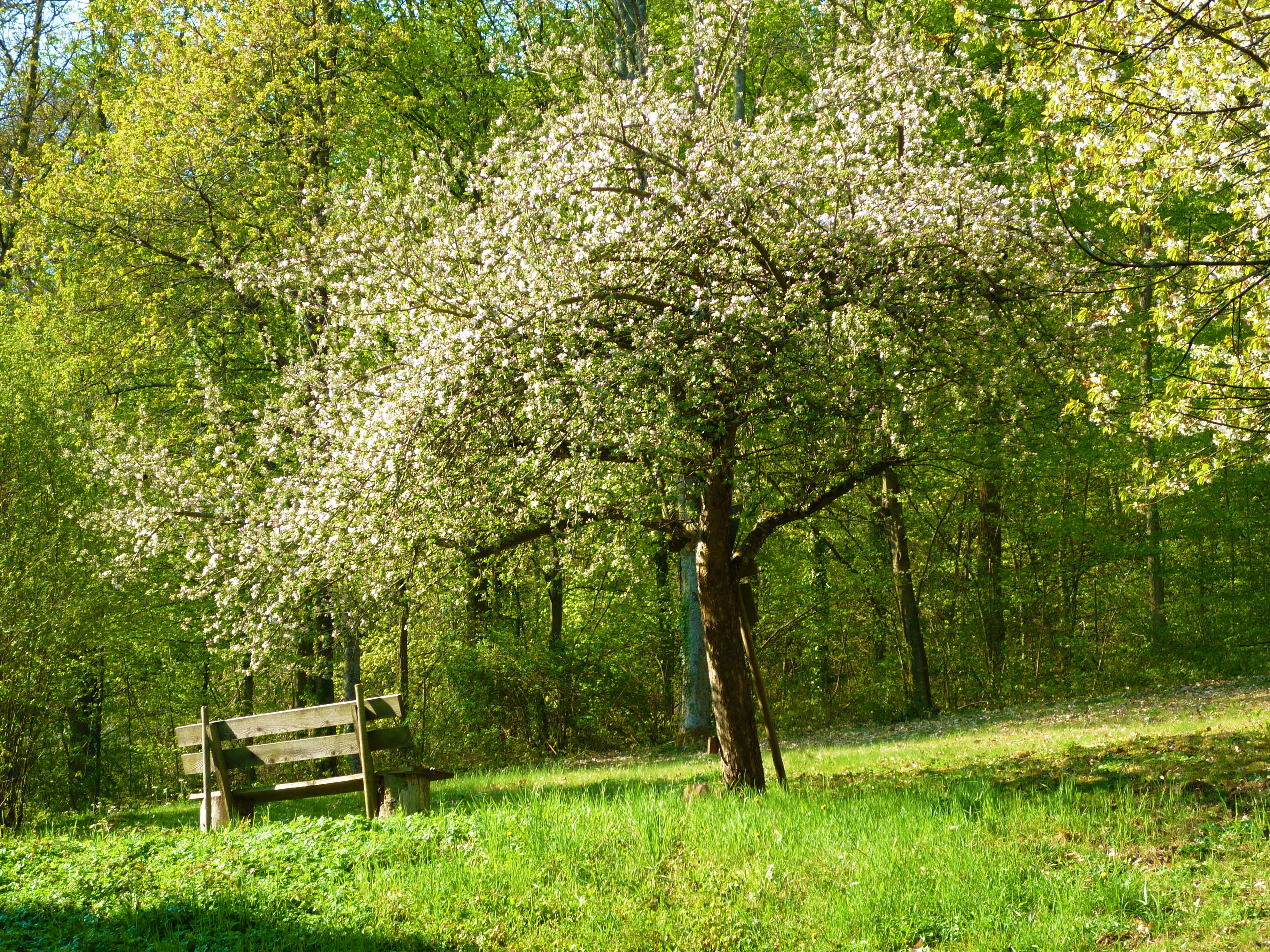
Dietrich-Bonhoeffer-Gymnasium Wertheim, Blick in den Schulgarten

In den Jahren 1995 bis 1997 wurde für die naturwissenschaftlichen Fächer ein Erweiterungsbau mit einer Aula im Untergeschoss errichtet. Im Jahr 1998 feierte man das Jubiläum „625 Jahre Lateinschule in Wertheim“. Zu Beginn des dritten Jahrtausends wurde ab dem Sommer 2003 ein Trakt der alten Landwirtschaftsschule abgetragen und an seiner Stelle ein neuer Klassentrakt mit einem großen Foyer und 11 Klassensälen errichtet.

## Direktoren des Gymnasiums
Seit dem Ausbau der Wertheimer Lateinschule zur gymnasialen Vollanstalt unter Johann Gottlob Erdmann Föhlisch wirkten an der Schule folgende Leiter:
- Johann Gottlob Erdmann Föhlisch (* 1778; † 1862): 1825–1852
- Friedrich Karl Gottlob Hertlein (* 1803; † 1880): 1852–1870
- Eduard Franz Ludwig Föhlisch (* 1816; † 1880): 1870–1875
- Johann Heinrich Schlegel (* 1823; † 1888): 1875–1884
- Jakob Georg Wilhelm Behaghel (* 1835; † 1920): 1884–1908
- Wilhelm Friedrich Edmund Caspari (* 1855; † 1943): 1908–1909
- Otto Kienitz (* 1850; † 1922): 1909–1919
- August Friedrich Hausrath (* 1865; † 1944): 1919–1921
- Johann Georg Schlundt (* 1865; † 1936): 1922–1931
- Hermann Friedrich Wilhelm Scharnke (* 1886; † 1948): 1931–1934
- Karl Albert Hiß (* 1884; † 1964): 1934–1936
- Eugen Josef Karl Glassen (* 1898; † 1990): 1936–1942
- Gustav Friedrich Wilhelm Lampp (* 1889; † 1963): 1947–1954
- Emil Hugo Max (* 1904; † 1991): 1954–1971
- Viktor Hermann Heller (* 1910; † 1991): 1971–1976
- Rudi Rennier (* 1936; † 2016): 1976–1999
- Annette von Manteuffel (* 1950): 1999–2004
- Wilfried Weber (* 1946): 2004–2011
- Reinhard Lieb (* 1962): 2011–2024

## Ehemalige Lehrer und Schüler

### Bekannte Lehrer
- Christian Friedrich Platz (1800–1876), Übersetzer, Archivar und Politiker
- Hans Dieter Schmidt (1930–2005), Schriftsteller, unterrichtete hier von 1957 bis 1993
- Wolf Wiechert (1938), Schriftsteller und Lyriker, unterrichtete hier von 1965 bis 2006
- Volker Duschner (1945–2022)

### Bekannte Schüler
- Johannes Kerer (ca. 1430–1506), Weihbischof von Augsburg
- Friedrich Adolf von Zwanziger (1745–1800), Diplomat und Politiker
- Johann Christoph Friedrich Schulz (1747–1806), ev. Theologe
- Johann Gottfried Bremser (1767–1827), Mediziner und Parasitologe
- August Wilhelm Eberhard Christoph Wibel (1775–1813), Mediziner und Botaniker, Verfasser der Primitiae florae Werthemensis
- Friedrich Eichhorn (1779–1856), Staatsmann in Preußen
- Gerhard Friederich (1779–1862), Theologe und Schriftsteller
- Christoph Schmezer (1800–1882), ev. Theologe
- Johann Samuel Eduard d’Alton (1803–1854), Anatom
- Ludwig von Jan (1807–1869), Klassischer Philologe
- Vollrath Vogelmann (1808–1871), Badischer Finanzminister
- Johann Wilhelm Völker (1811–1873), Karikaturist des Vormärz und der Deutschen Revolution 1848/1849
- Friedrich Wilhelm Henninger (1817–1881), Pfarrer und Revolutionär in Baden
- Heinrich von Feder (1822–1887), liberaler Politiker, Mitglied der II. badischen Kammer
- Wilhelm Blos (1849–1927), Journalist, Schriftsteller und Sozialdemokrat, MdR
- Christian Hallier (1901–1978), Volkskundler[43][44][45]
- Matthäus Klein (1911–1988), Theologe und Philosoph, 1943 Mitbegründer und Mitglied des Nationalkomitees Freies Deutschland
- Gerd Herrmann (1913–2003), Dichterjurist und Übersetzer
- Heinz Bischof (1923–2020), Schriftsteller (Pseudonym: Günther Imm)[46]
- Volker Watzka (1938–2025), Verwaltungsjurist, Landrat in Emmendingen
- Horst Indlekofer (* 1941), Hochschullehrer an der RWTH
- Karl-Heinz Indlekofer (* 1943), Mathematiker und Hochschullehrer an der Universität Paderborn
- Gerd Langguth (1946–2013), politischer Publizist
- Klaus-Peter Horn (* 1960), Erziehungswissenschaftler
- Sebastian Thormann (* 1976), Ruderweltmeister von 2002
- Alexander Klein (* 1982), Journalist
- Oliver Hildenbrand (* 1988), Politiker (Bündnis 90/Die Grünen)
- Daniel Halemba (* 2001), deutscher Politiker (AfD)

## Schulleben und Besonderheiten

### Schulpartnerschaften
Ab den 1960er Jahren begann man sich auch am Wertheimer Gymnasium Gedanken darüber zu machen, wie einem Entgleisen der deutschen Geschichte, wie es in den Jahren zwischen 1933 und 1945 geschehen war, pädagogisch entgegenzuwirken sei. Allgemein sah man in einem Austausch von Schülern verschiedener Länder eine Möglichkeit für Jugendliche, durch das Kennenlernen der Kultur im Gastland, der Sprache und der schulischen Inhalte, interkulturelle Kompetenz zu schulen, die eigenen Sprachkenntnisse zu verbessern und zu lernen, selbstständiger zu werden.
So begann ab dem Jahr 1966 eine bis heute fortgesetzte Reihe von Schulpartnerschaften vorwiegend in europäische Partnerländer. Darüber hinaus gab und gibt es auch Austausche mit den USA, Kanada, Australien und Neuseeland. Besuche ausländischer Schulen am Dietrich-Bonhoeffer-Gymnasium kamen aus den USA, Australien, Südafrika, Ecuador und Peru.
Durch zahlreiche Hilfsaktionen wird seit dem Jahr 1998 die Martin Luther King-Schule in El Cañon bei Managua in Nicaragua unterstützt. Die Schule wird von ca. 250 Kindern besucht, die aus ärmlichen Lebensverhältnissen kommen und hier kostenlos eine Grundausbildung erhalten. Diese Privatschule wird von dem gemeinnützigen Verein „Freundschaftsbrücke Nicaragua“ in Ettlingen finanziell unterhalten. Auf Grund vielfältiger Aktivitäten der Schüler und Lehrer des Wertheimer Gymnasiums kommt jedes Jahr ein Spendenerlös aus einem Adventsbasar der Jahrgangsstufe 5, dem Weihnachtskonzert und zahlreichen Einzelspenden zusammen.
Mit der französischen Partnerstadt Wertheims, Salon-de-Provence gab es seit 1966 lange eine intensive Schulpartnerschaft mit Frankreich, die aktuell mit der Schule in Marcheprime weitergeführt wird. Auch mit der italienischen Partnerstadt in Gubbio besteht sein 1980 eine intensive Partnerschaft. Anstrengungen in dieser Richtung wurden auch mit Schulen im englischen Huntington und dem griechischen Volos unternommen. Kontakte gab es nach dem Fall der innerdeutschen Grenze darüber hinaus auch zum Immanuel-Kant-Gymnasium in Chemnitz. Verbindungen zu Osteuropa wurden durch die Schulpartnerschaften mit dem Moricz-Zsigmond-Gimnazium und dem Reformatus Gimnazium in Szentendre und dem deutschsprachigen Gymnasium in Pécs – beide in Ungarn – geknüpft.

### Kunstinstallationen
- Skulptur „Wasservögel“ von Emy Roeder

Die Skulptur war ursprünglich Teil einer Brunnenanlage im Innenhof der Schule, die im Zuge der Neubaumaßnahmen ab dem Jahr 2003 abgetragen wurde. Anschließend wurde die Vogelskulptur ohne die zugehörige Brunnenanlage in den Grünanlagen vor der Schule wieder aufgestellt. Im Jahr 2014 verbrachte man sie in das Foyer, um sie vor Diebstahl zu schützen. Emy Roeder hatte die Skulptur in den 1960er Jahren für den Neubau des Dietrich-Bonhoeffer-Gymnasiums geschaffen. Eine Kopie der Wertheimer Skulptur befindet sich im Museum im Kulturspeicher in Würzburg.
- Skulptur „Phönix“ von Emy Roeder

Emy Roeder schuf die Wandskulptur für den Neubau des Gymnasiums im Jahr 1968. Die Arbeit wurde durch eine Stiftung des Wertheimer Industriellen Rudolf Brand (1902–1987) finanziert. Grundgedanke war die geistige Wiedergeburt des Wertheimer Gymnasiums nach den Schrecken des Nationalsozialismus und des Zweiten Weltkrieges. Symbolisiert wird dies durch die mythologische Gestalt des Phönix. Der Begriff stammt ursprünglich vom altägyptischen Benu, was „Der Wiedergeborene/Der neugeborene Sohn“ bedeutet. Der mythische Vogel verbrennt sich am Ende seines Lebenszyklus, um aus seiner Asche wieder neu zu erstehen. Die Inschrift unter der Skulptur lautet: „SED DE SUO RESURGIT ROGO“ (Er erhebt sich aber wieder aus seiner eigenen Asche). Das Zitat entstammt dem Werk „Ennarationes in XII psalmos davidicos“ des aus Trier gebürtigen Kirchenlehrers Ambrosius von Mailand.
- Bronzene Gedenktafel für die in den Kriegen gefallenen Lehrer und Schüler des Gymnasiums

Die Inschrift ist in griechischer Sprache verfasst und ruft zur Erinnerung an das Leiden und den Tod der Verstorbenen auf. Das ursprüngliche Sandsteindenkmal für die im Ersten Weltkrieg getöteten Lehrer und Schüler des Wertheimer Gymnasiums aus den 1920er Jahren wurde beim Umzug vom alten Lyceum in den Neubau in der Conrad-Wellin-Straße an der ursprünglichen Stelle abgebaut und im Neubau wieder aufgestellt. Bei den Baumaßnahmen der Jahre ab 2003 wurde es von Bauarbeitern zerstört.
- Bronzebüste „Dietrich Bonhoeffer“:

Die Skulptur wurde von der Bildhauerin Hanna Cauer, einer Tochter des Bildhauers Ludwig Cauer, geschaffen und am 21. Mai 1980 aufgestellt. Die Festrede hielt Emmi Bonhoeffer-Delbrück, die Schwägerin Dietrich Bonhoeffers und Ehefrau seines Bruders Klaus Bonhoeffer. Ursprünglich stand die Büste im Treppenhaus. Im Jahr 2005 wurde sie im neuerrichtete Foyer aufgestellt.
- Wand- und Deckeninstallation im Foyer

Im Jahr 2005 gestaltete der Wertheimer Künstler Johannes Schwab (* 1968) die zentrale Wand des neuerbauten Foyers. Das Wandbild, das aufgereihte Aktenmappen darstellt, erstreckt sich über zwei Etagen. In das obere Wandbild ist ein Edelstahlfries integriert, aus dem in Acrylharz eingegossene Karteikarten ragen. Die Installation wird ergänzt durch „wirbelnde“ Aktenblätter aus Edelstahl, die von der Saaldecke in den Raum zu fliegen scheinen. Auf einem Lesepult aus Holz und Glas, das ebenfalls von Schwab entworfen wurde, liegt zur Information ein Lebenslauf Dietrich Bonhoeffers aus, der von Gisela Wolpert gestaltet wurde. Oberhalb des Lesepultes gestaltete Schwab ein Hinterglasgemälde mit dem Porträt Bonhoeffers.
- Wandgestaltung der Turn- und Schwimmhalle

Im Rahmen eines Gestaltungswettbewerbes innerhalb der Schülerschaft wurde eine Wand der Turn- und Schwimmhalle mit einem großformatigen Bild zum Thema „Dietrich Bonhoeffer“ gestaltet.

Kunstinstallationen
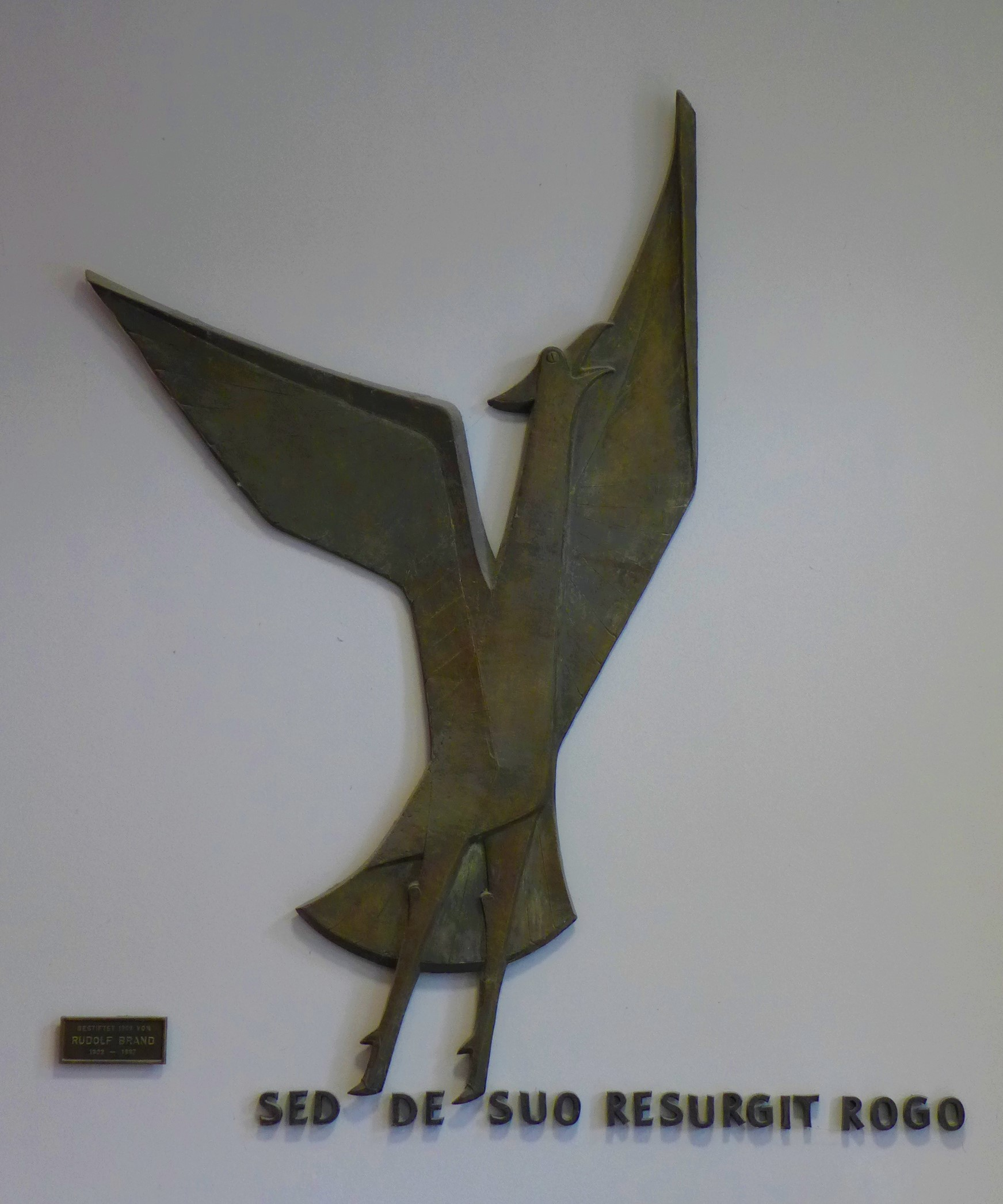
Installation „Phönix“
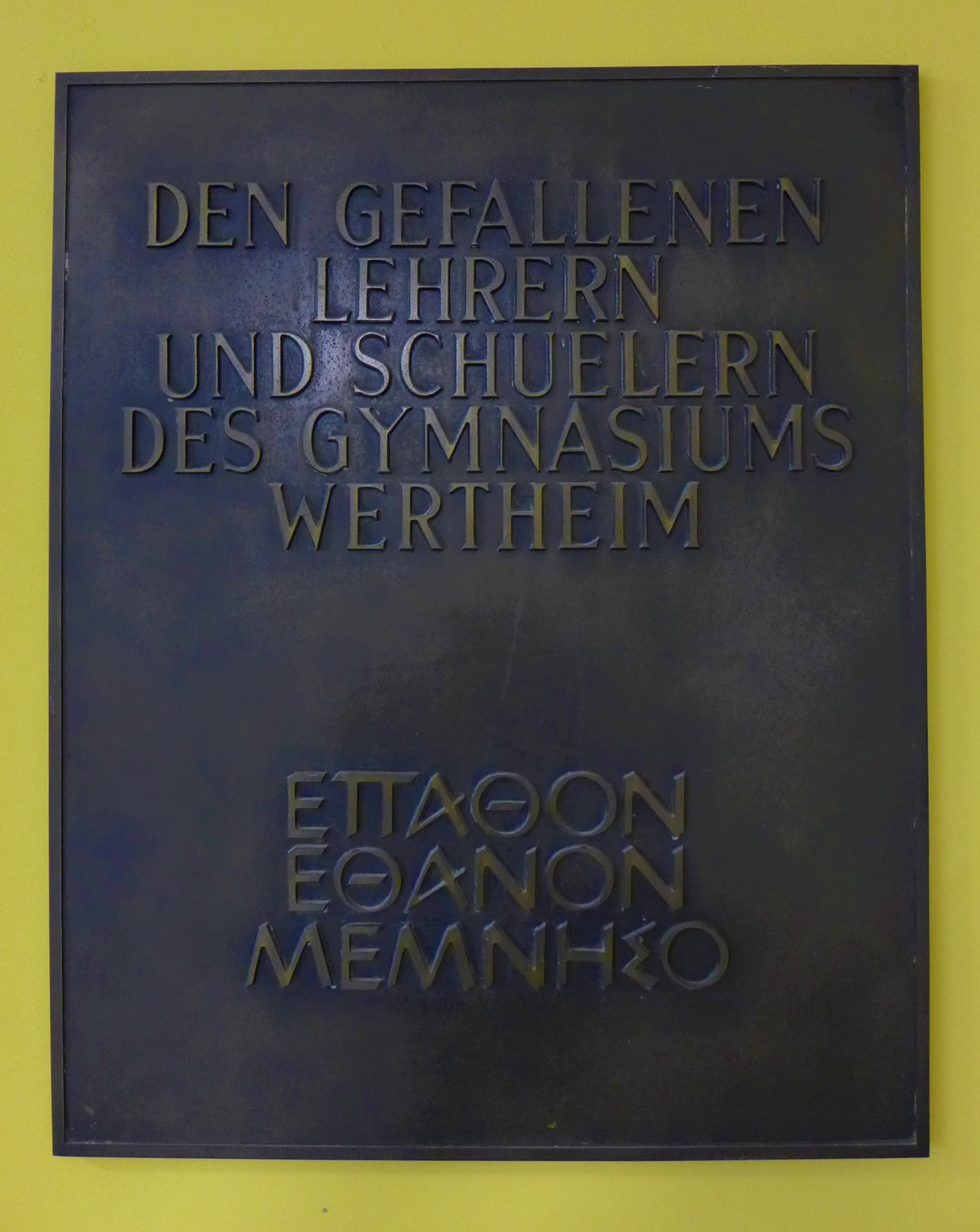
Gedenktafel für die Kriegstoten des Gymnasiums
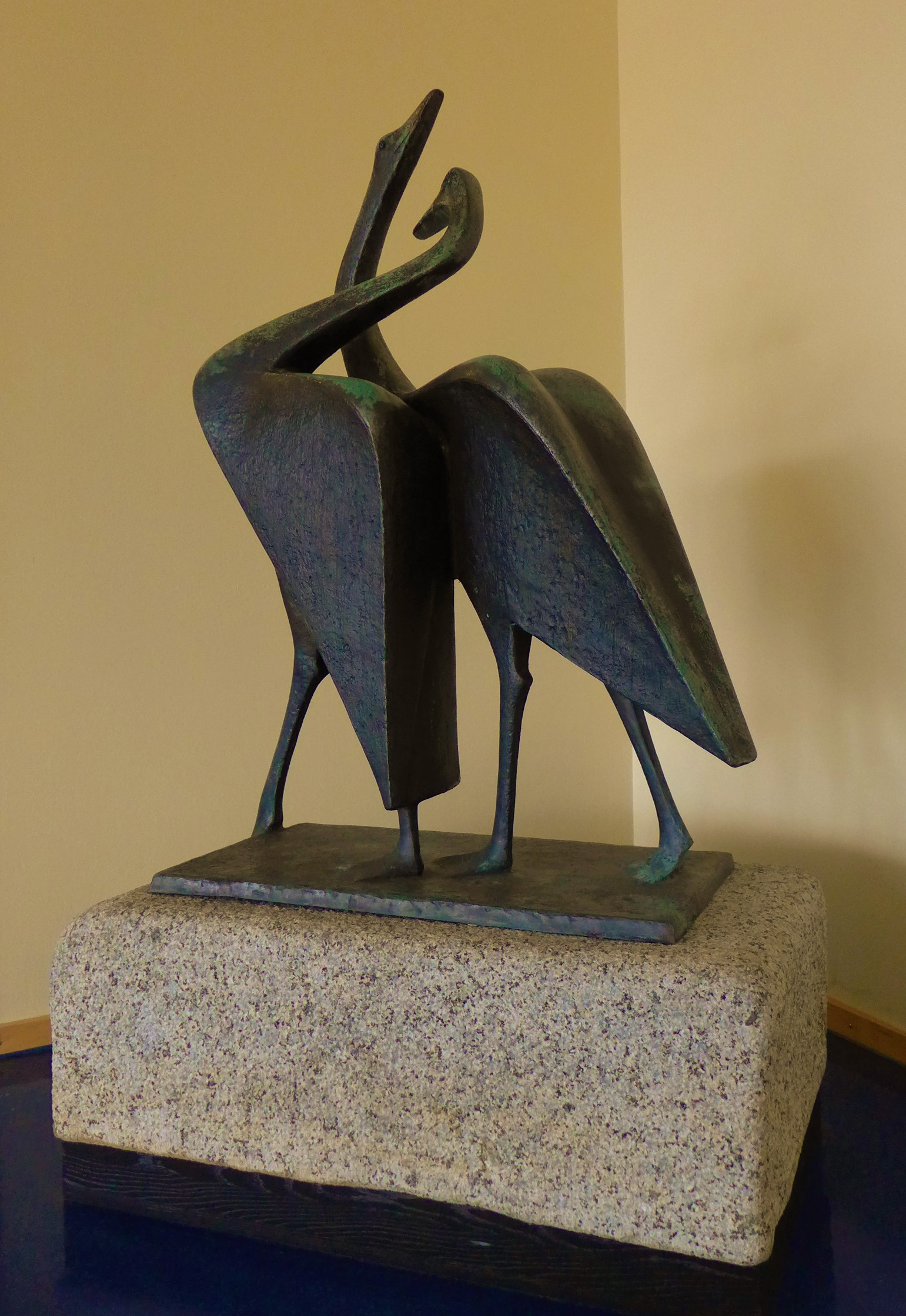
Skulptur „Wasservögel“
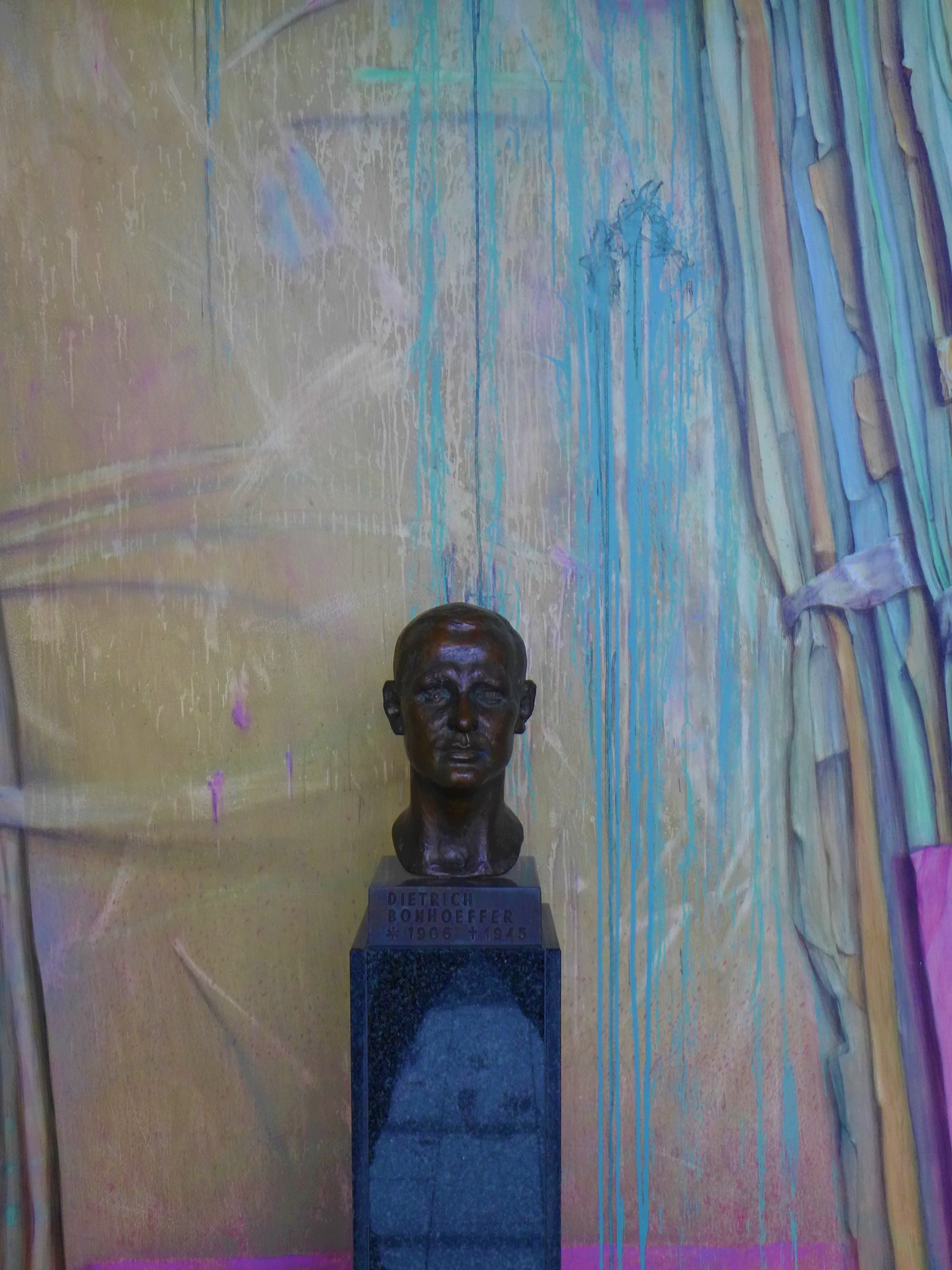
Bonhoeffer-Büste im Foyer
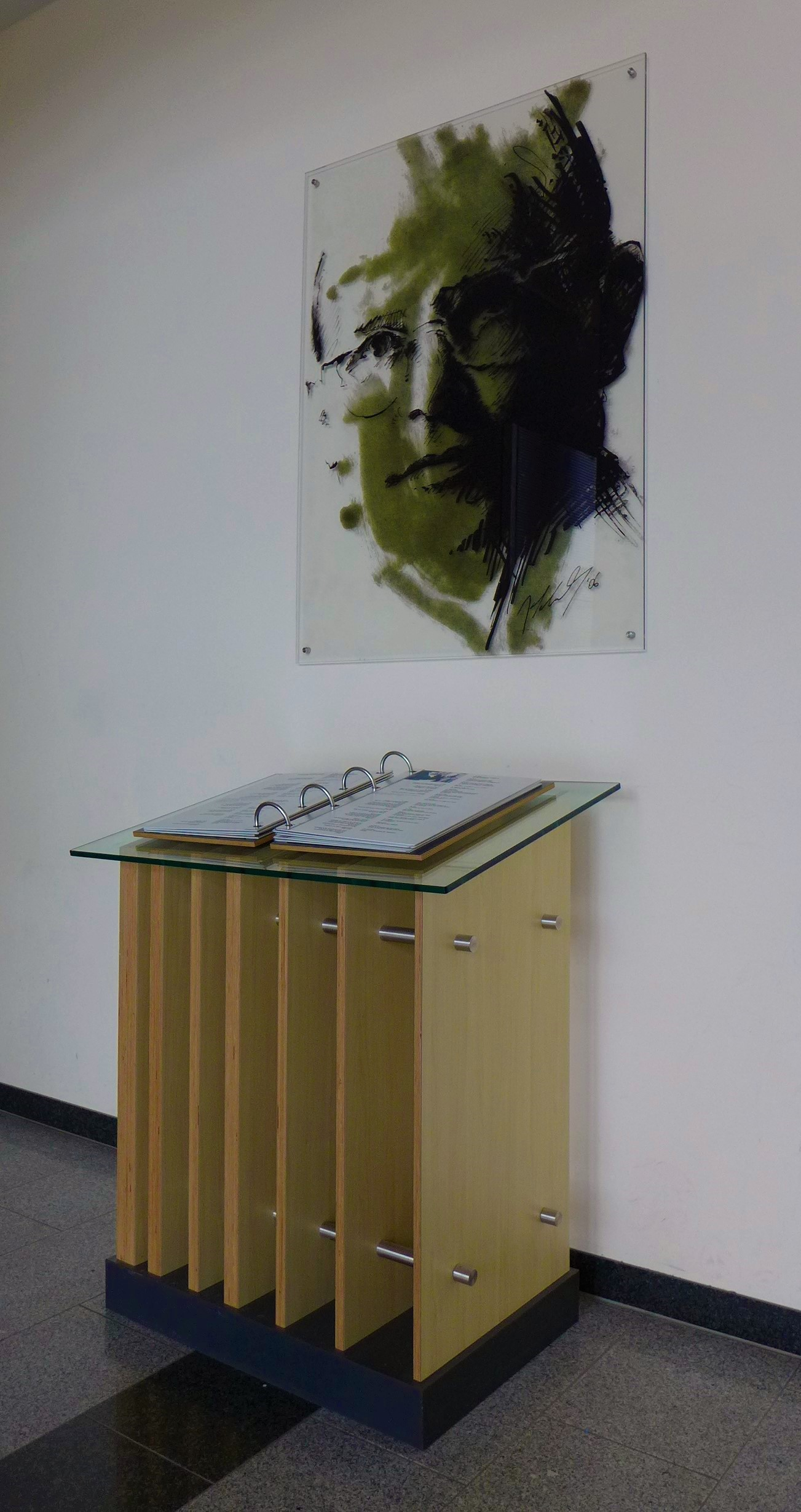
Hinterglasbild Bonhoeffers mit Lesepult
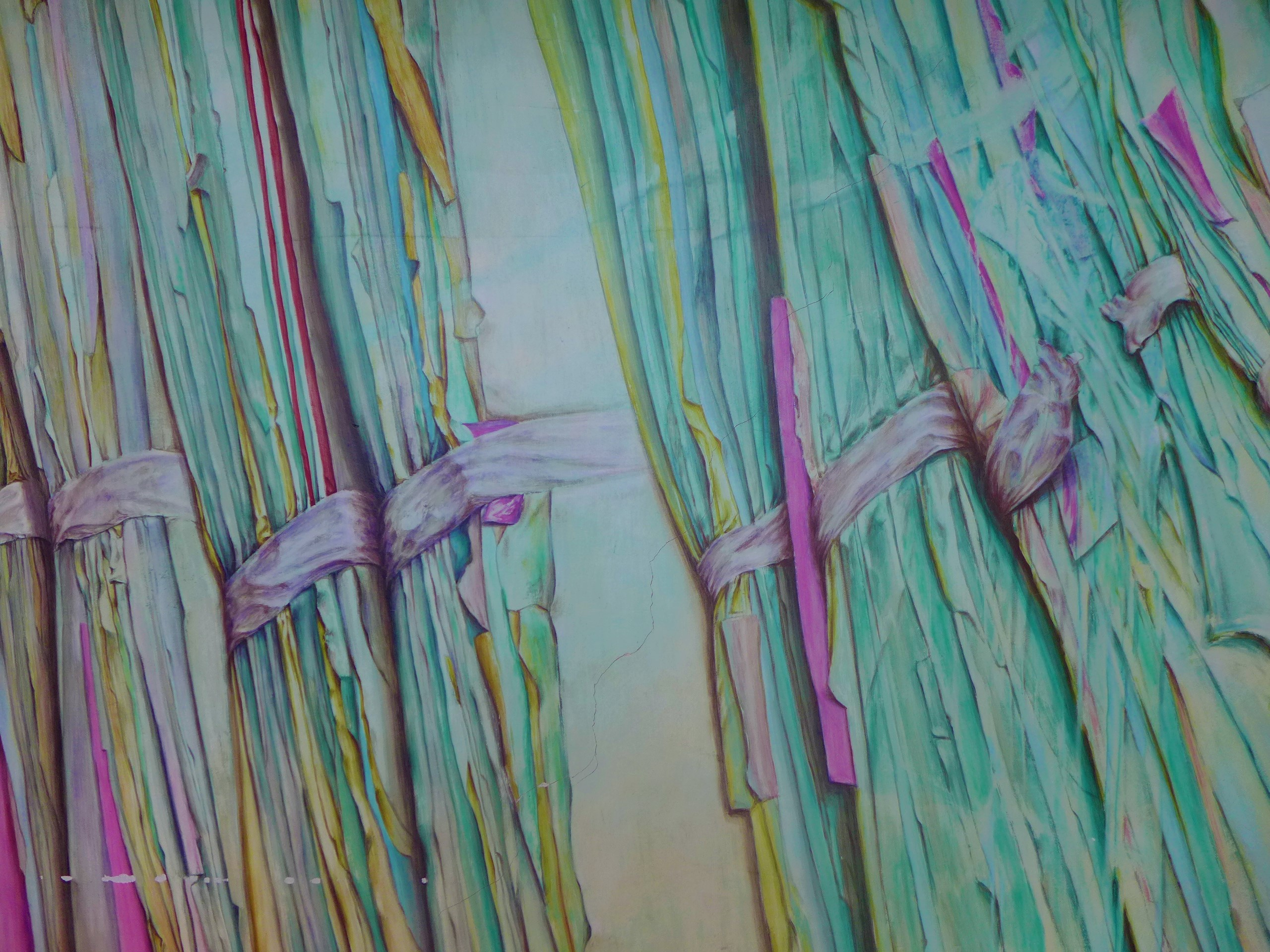
Detail des Wandgemäldes im Foyer
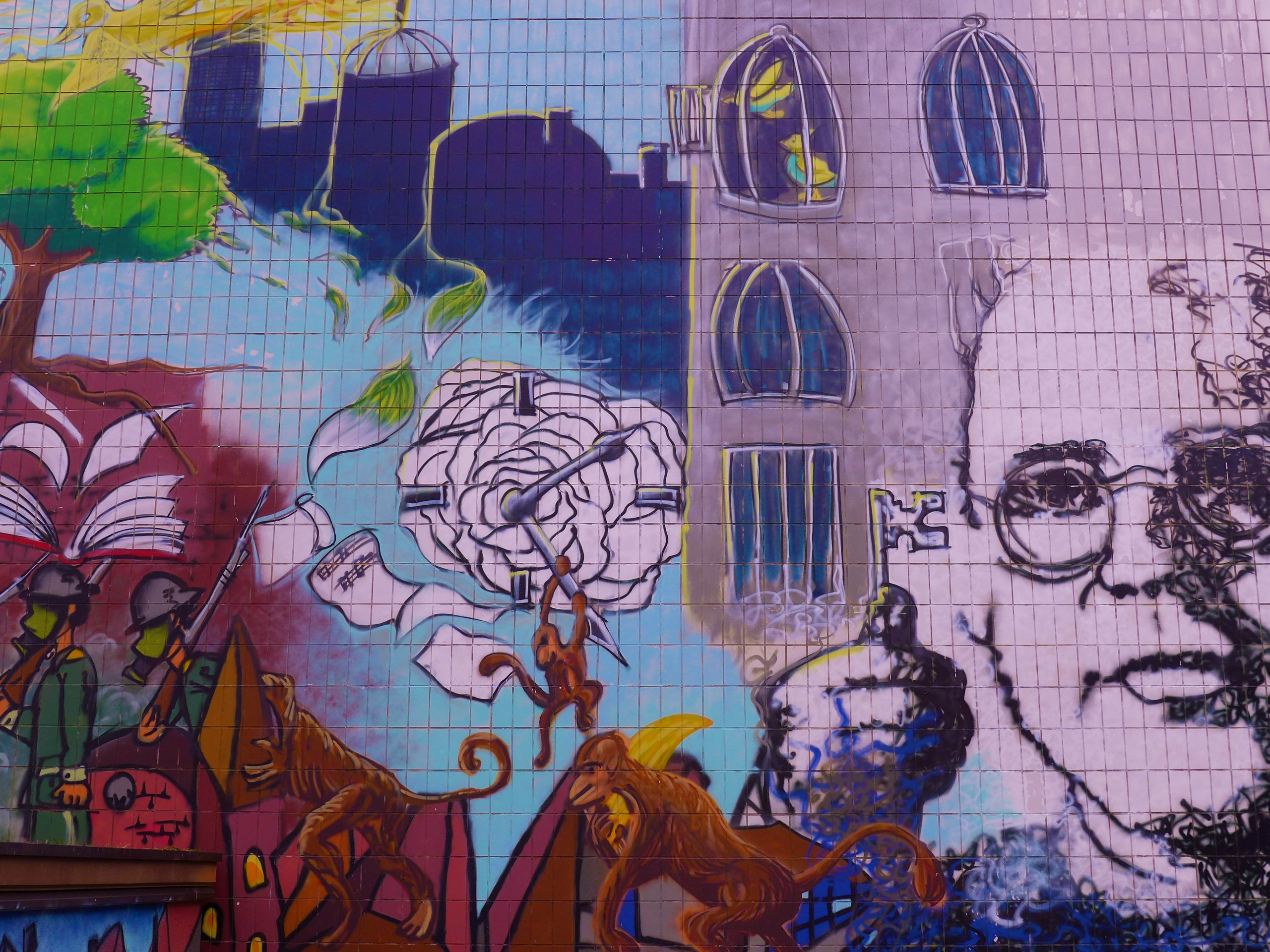
Außenwandgestaltung der Sporthalle des Dietrich-Bonhoeffer-Gymnasiums
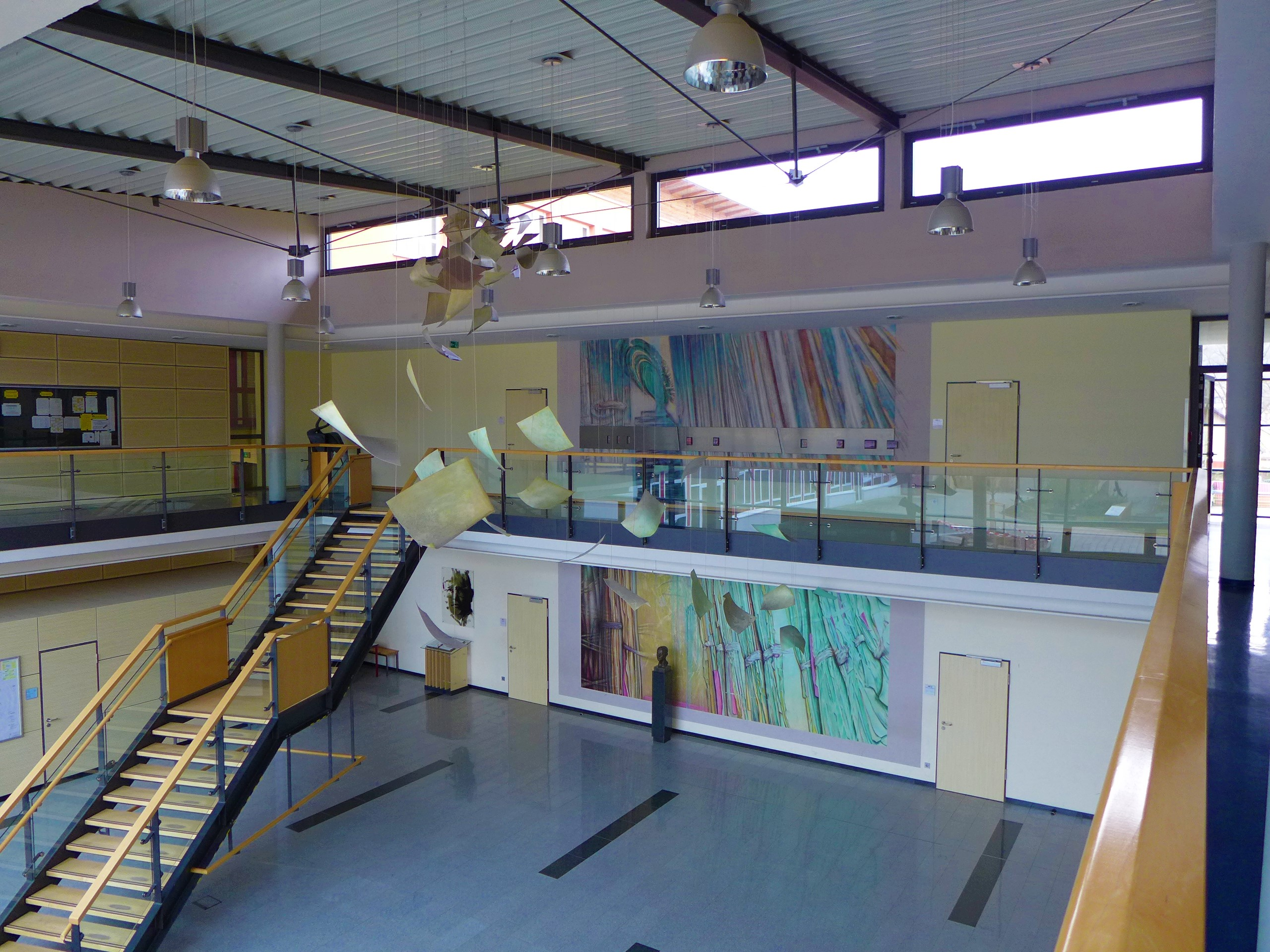
Kunstinstallation, Foyer des Dietrich-Bonhoeffer-Gymnasiums Wertheim

### Bibliothek

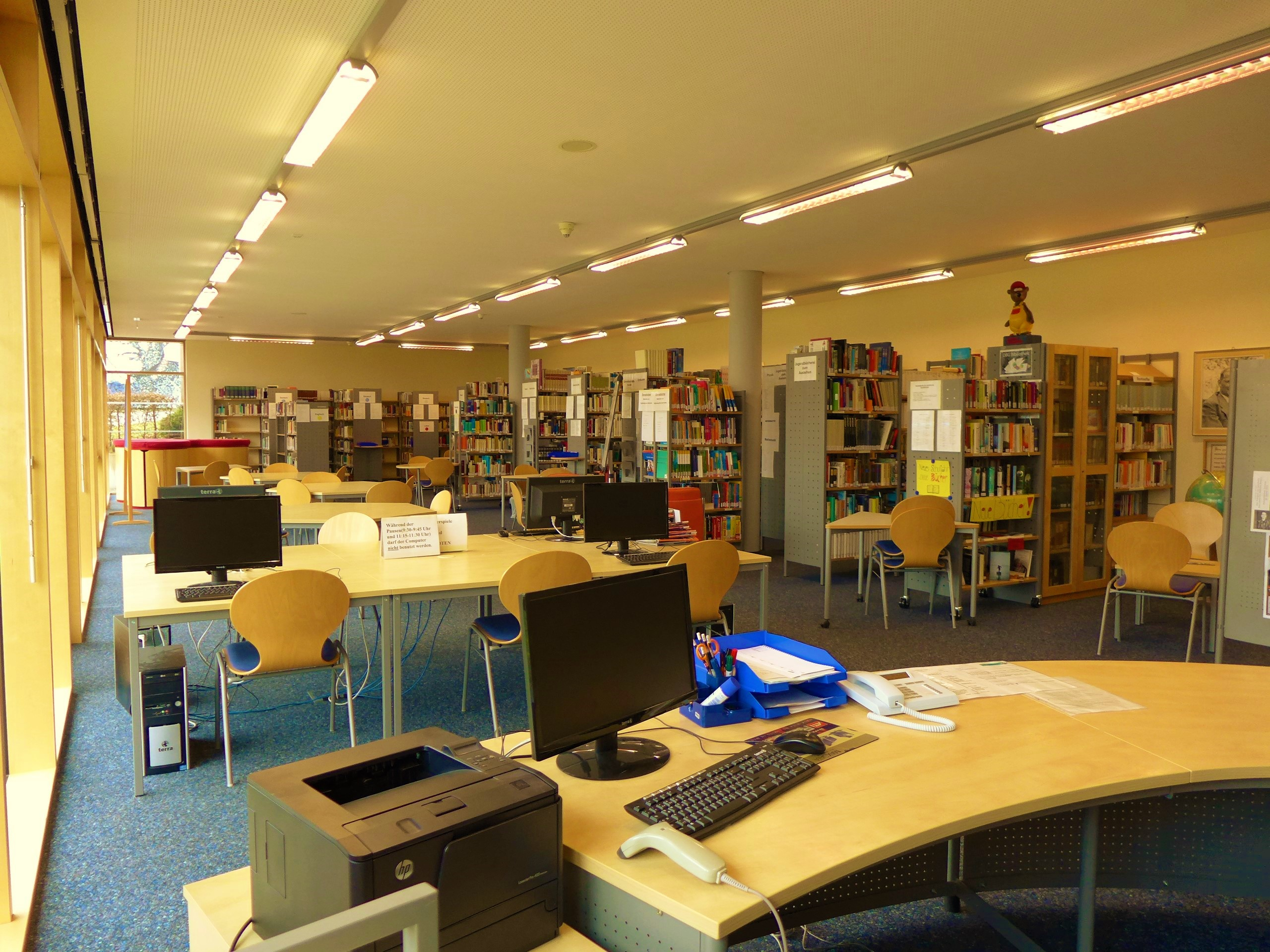
Bibliothek des Dietrich-Bonhoeffer-Gymnasiums

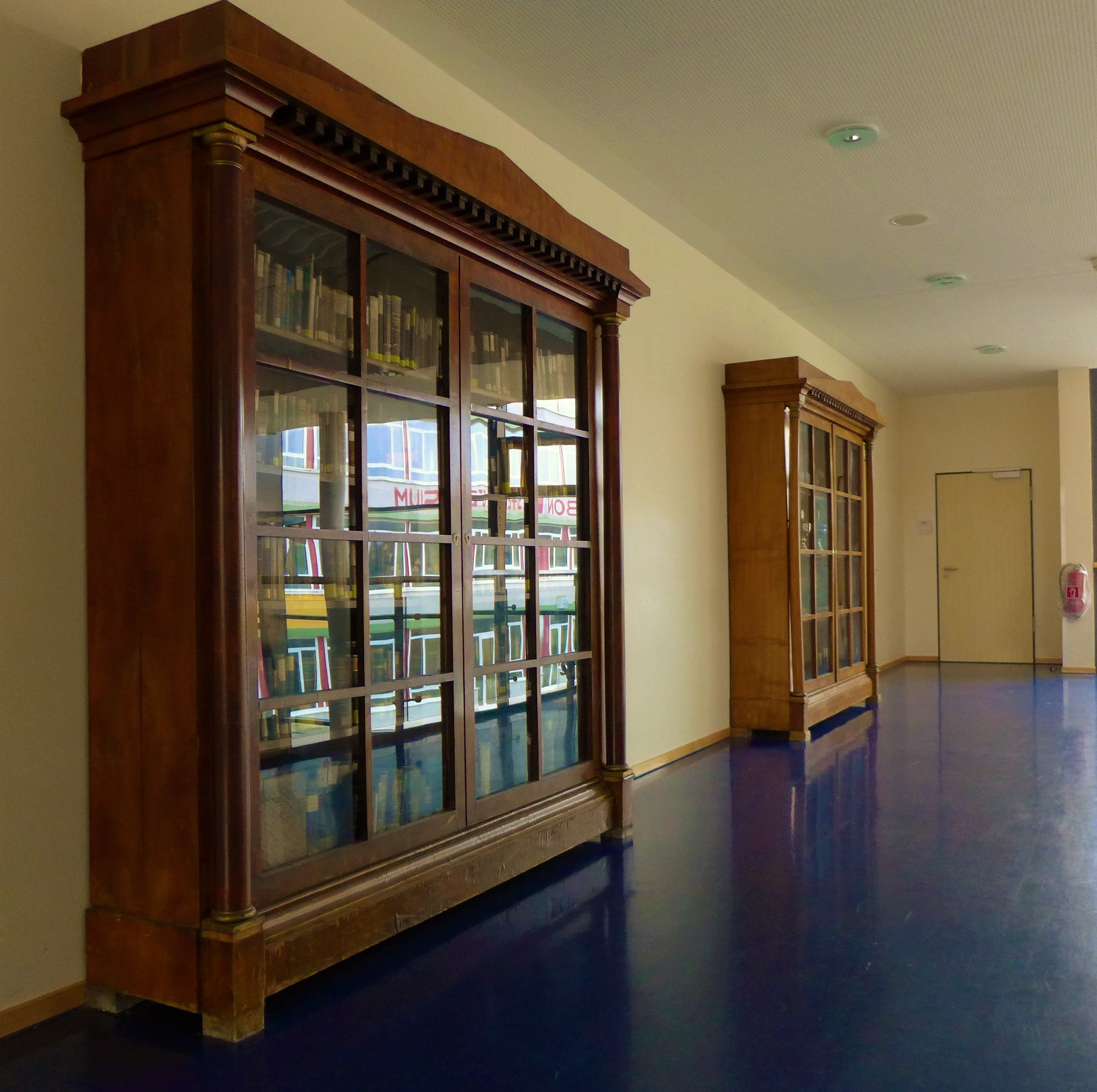
Hoffmannsche Biedermeiervitrinen auf der Galerie des Foyers

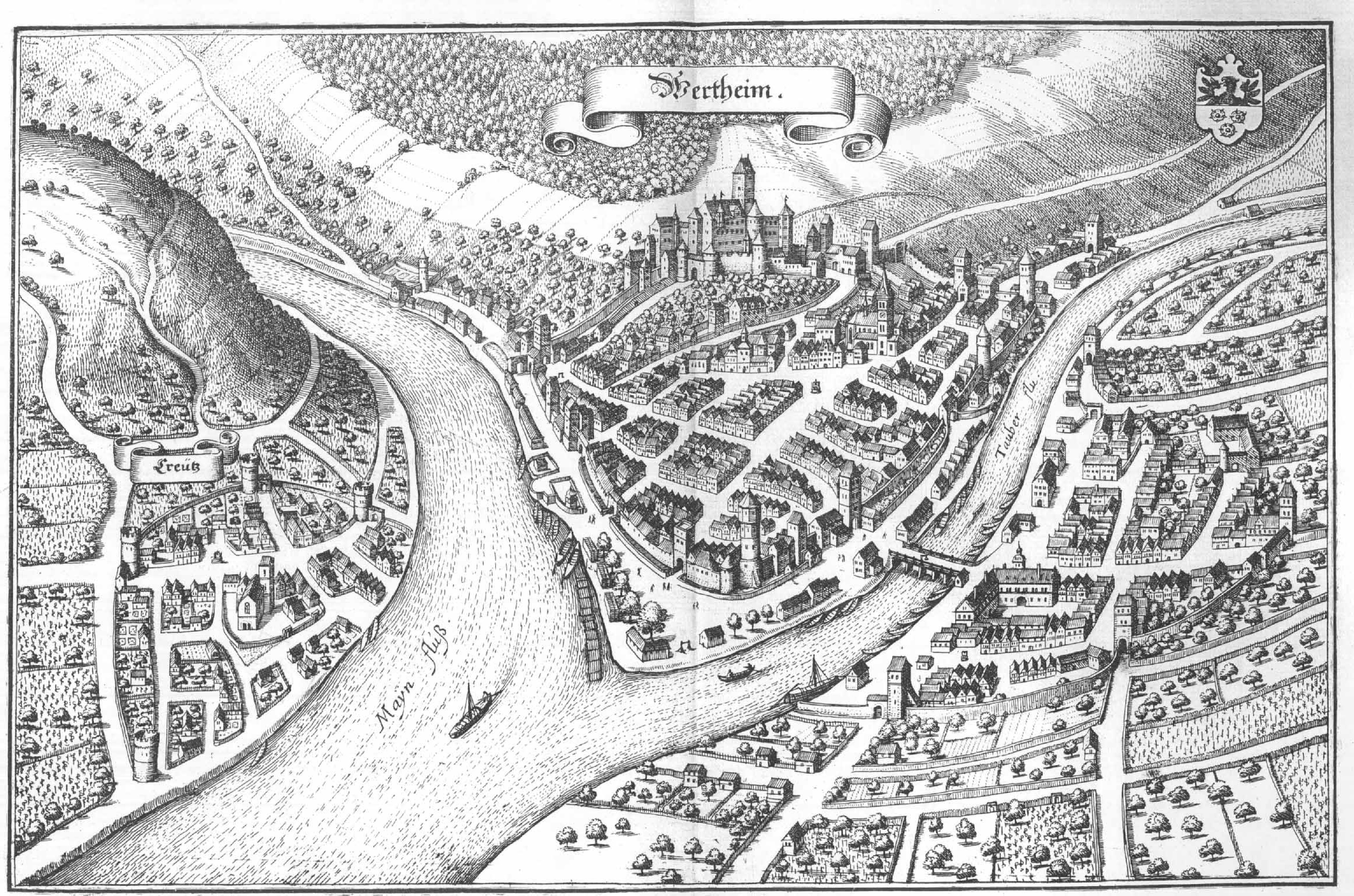
Wertheim in Merians Topographia Franconiae

Das Dietrich-Bonhoeffer-Gymnasium verfügt über eine reiche Sammlung historischer Bücher aus mehreren Jahrhunderten. Die Bibliothek hat ihren Ursprung in der seit dem Jahr 1448 bestehenden Stiftsbibliothek, die als Kirchen- und Schulbibliothek benutzt wurde. Erst in der Zeit der Aufklärung legte der seit dem Jahr 1771 tätige Schulrektor Johann Friedrich Neidhart (1744–1825) eine eigenständige Schulbibliothek an. Während der Beschlagnahmung des Schulgebäudes durch amerikanische Besatzungstruppen wurde die Hälfte der ältesten und wertvollsten Drucke des 16. und 17. Jahrhunderts, die Topographia Franconiae (1648/1656 ff.) aus der Topographia Germaniae des Matthäus Merian und sämtliche alten Atlanten, die in den Hoffmannschen Biedermeiervitrinen durch den Gymnasiumsdirektor Albert Hiß im Jahr 1935 ausgestellt worden waren, entwendet und sind seither verschollen. Aus konservatorischen Gründen werden die noch erhaltenen Buchbestände auf Initiative des stellvertretenden Gymnasiumsdirektors Otto Eichhorn seit dem Jahr 1979 in den Räumlichkeiten des Landesarchivs Baden-Württemberg, Abteilung Staatsarchiv Wertheim im Kloster Bronnbach zusammen mit dem Löwenstein-Wertheim-Freudenbergsches Archiv, dem Löwenstein-Wertheim-Rosenbergsches Archiv, den Bronnbachschen Klosterarchivalien, dem Stadtarchiv Wertheim sowie den Archivalien des Main-Tauber-Kreises aufbewahrt. Ein kleinerer Teil des historischen Buchbestandes ist in der Schulbibliothek zu sehen oder befindet sich in historischen Biedermeiervitrinen, die von den Erben des Kapitän Heinrich Hoffmann der Schule gestiftet wurden. Weitere historische Buchbestände und historische Sammlungen werden in den verschiedenen Fachschaftsbibliotheken der Schule aufbewahrt.

### Naturaliensammlung
Auf Anregung des seit dem Jahr 1525 in Wertheim tätigen Superintendenten Johann Eberlin wurde im Wertheimer Schulbetrieb mit der Beschäftigung mit den „Realien“, also der Naturgeschichte, begonnen. Das Fach Naturkunde wurde in Wertheim unter Rektor Johann Friedrich Neidhart im Jahr 1798 eingeführt. Seit dem Jahr 1809 begann Konrektor Föhlisch ein Naturalienkabinett anzulegen. Im Jahr 1830 übergab der aus Wertheim stammende Johann Philipp Henning der Anstalt seine große Sammlung brasilianischer Käfer, Vögel, Schmetterlinge, Amphibien und Holzarten. Kapitän Heinrich Hoffmann ordnete die geschenkten Bestände systematisch und versah die zugehörigen taxidermischen Arbeiten. Eugen Langguth schenkte der Schule im Jahr 1888 ein Herbarium mit Farnen aus Neuseeland. Darüber hinaus verfügt das Gymnasium über eine Pflanzensammlung, die im 19. Jahrhundert zu Pflanzen aus dem Heiligen Land angelegt wurde. Neben zahlreichen Ammoniten und anderen Fossilien erhielt das Gymnasium im Schuljahr 1882/1883 einen Mammutzahn und ein Schenkelstück eines Mammuts, die bei den Arbeiten im Bettingerberg-Tunnel gefunden worden waren.

Historische Naturaliensammlung, Impressionen
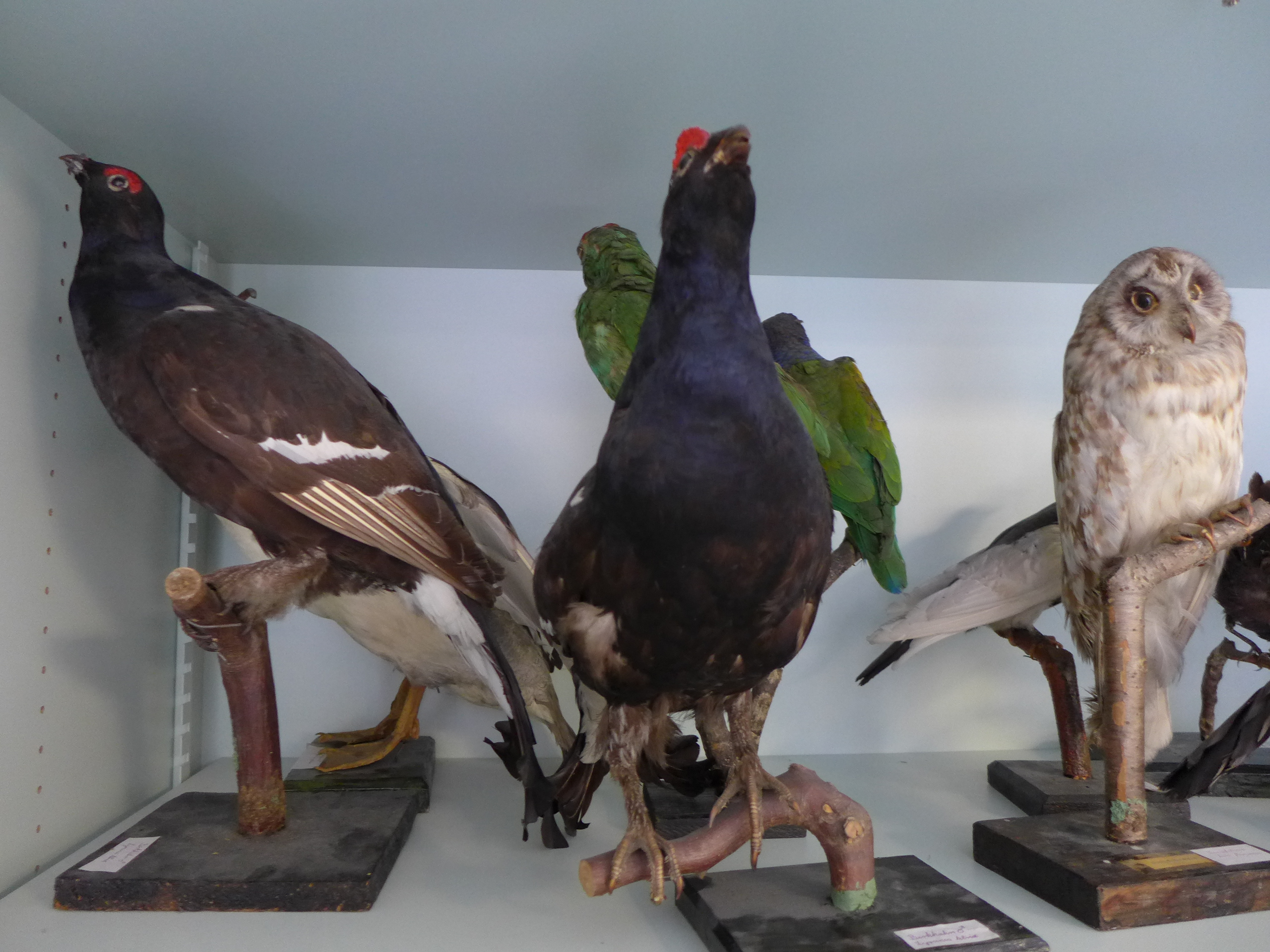
Historische Naturaliensammlung, Ornithologische Abteilung
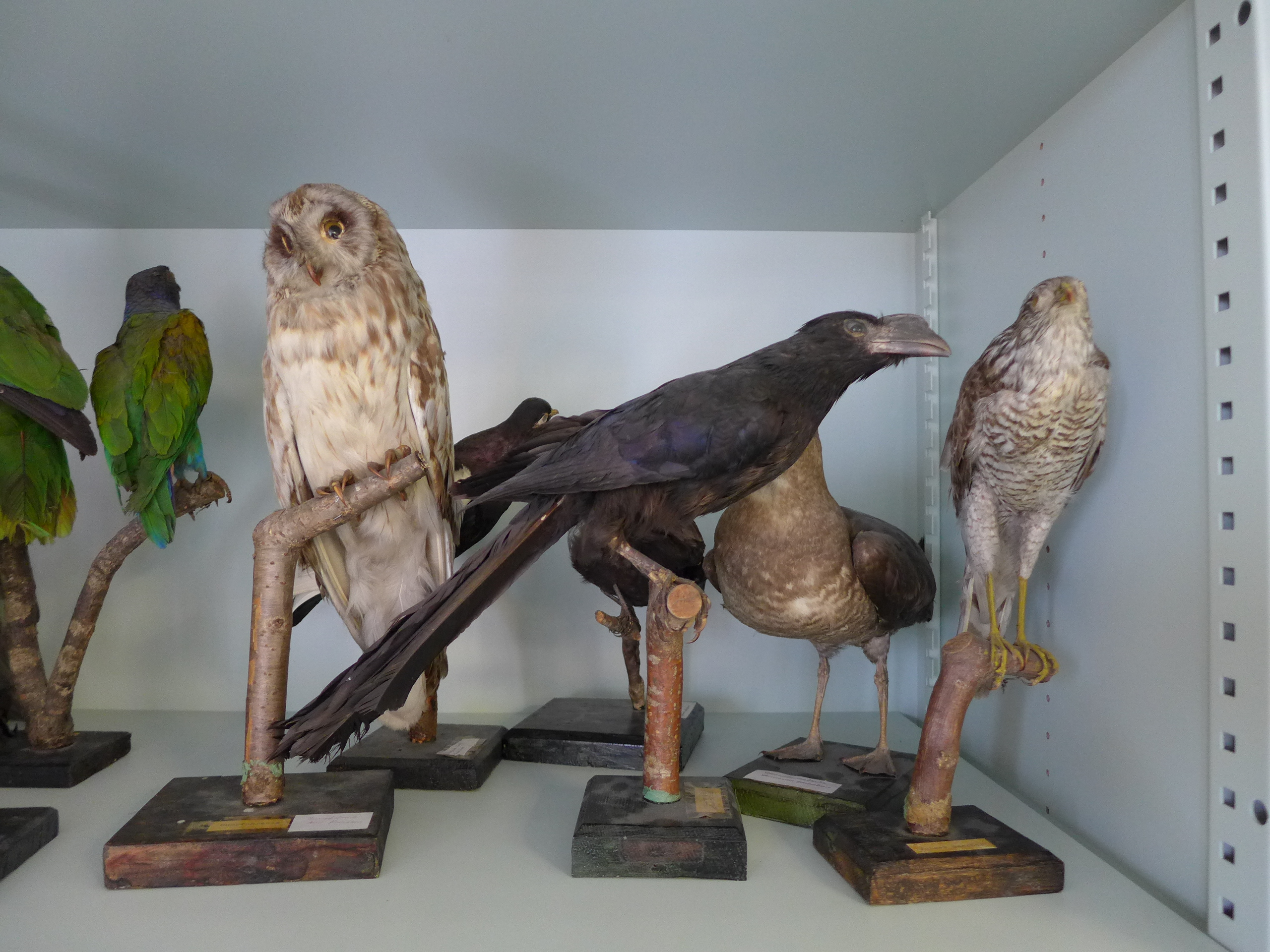
Historische Naturaliensammlung, Ornithologische Abteilung
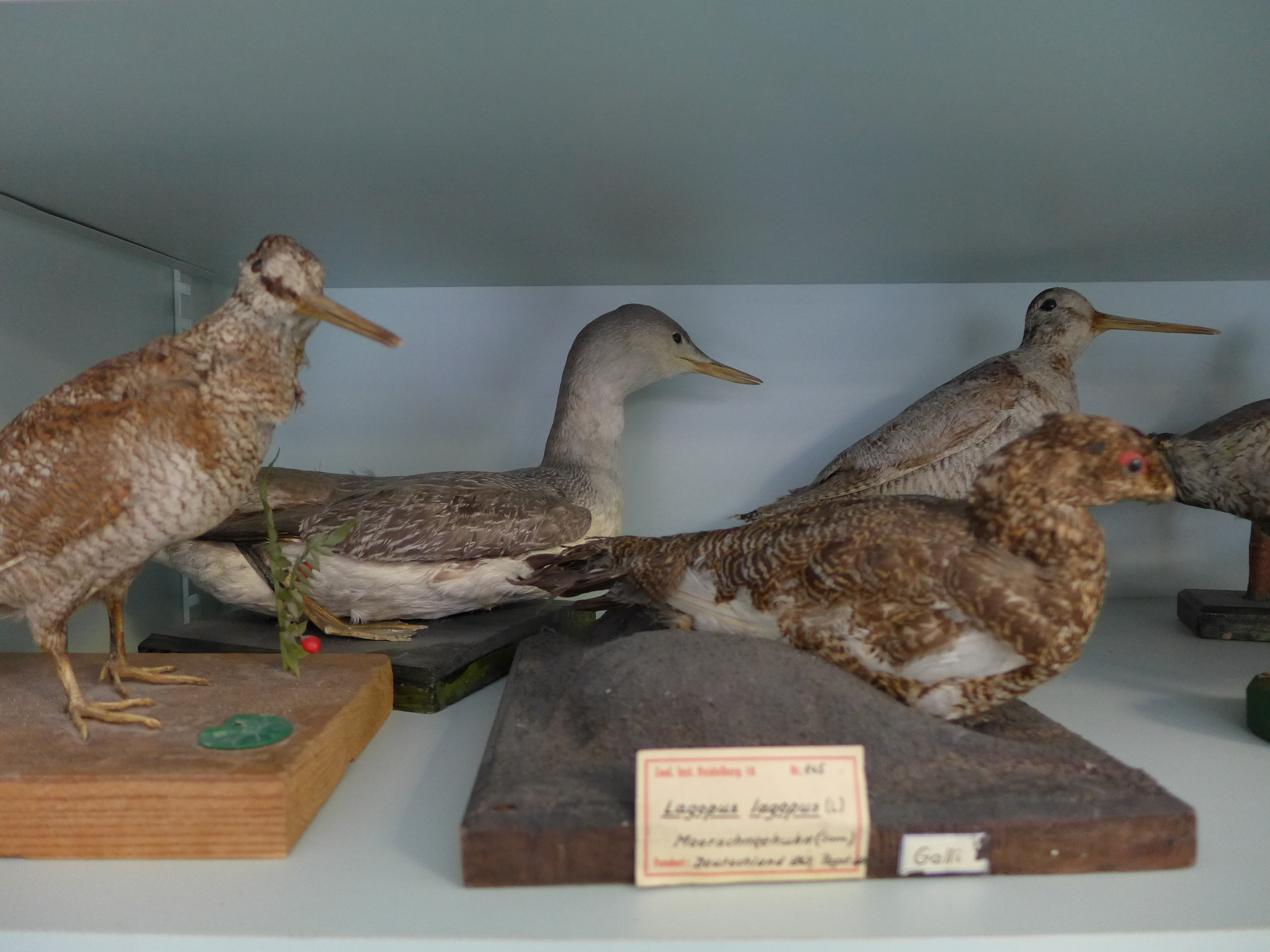
Historische Naturaliensammlung, Ornithologische Abteilung
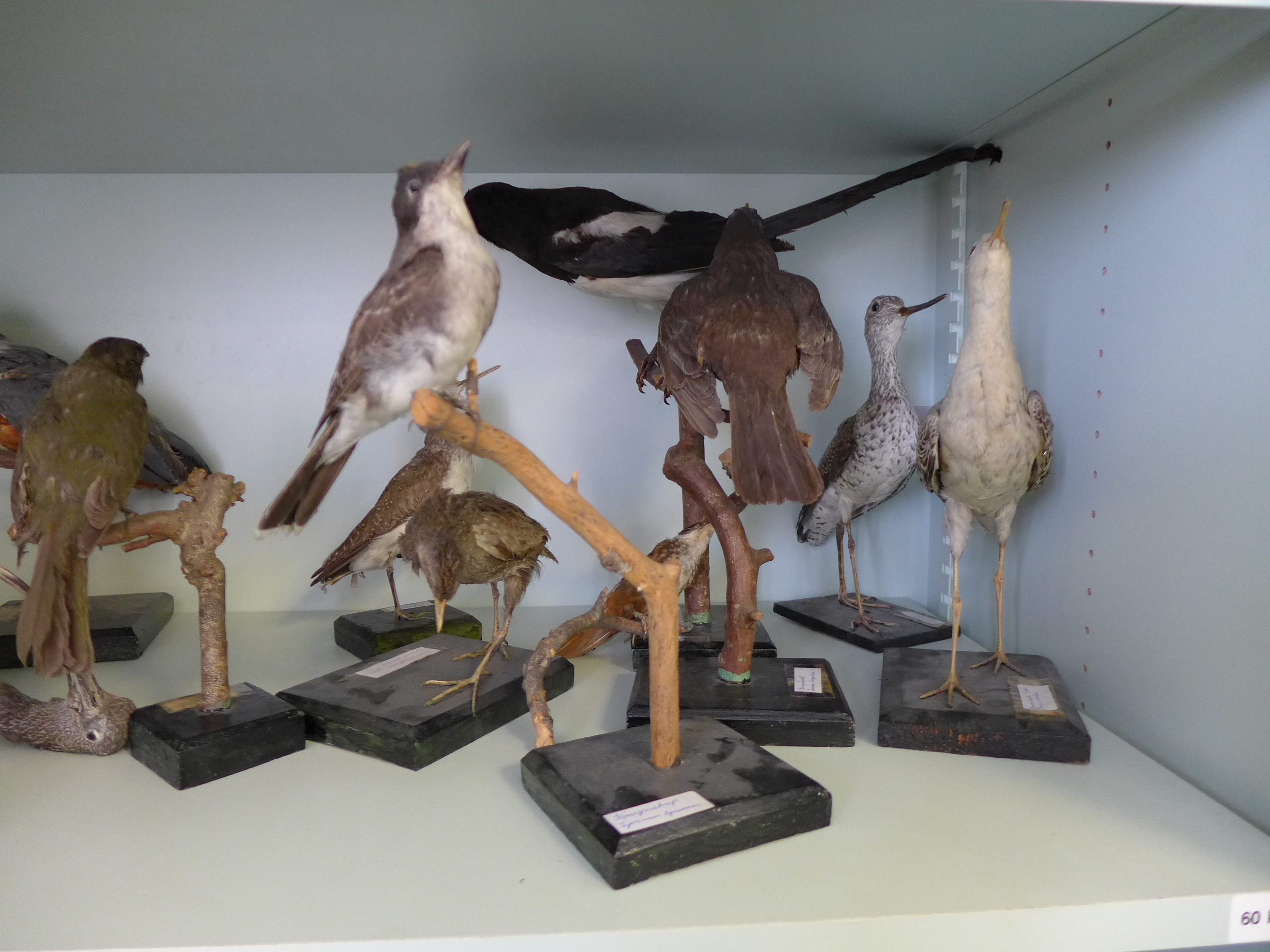
Historische Naturaliensammlung, Ornithologische Abteilung
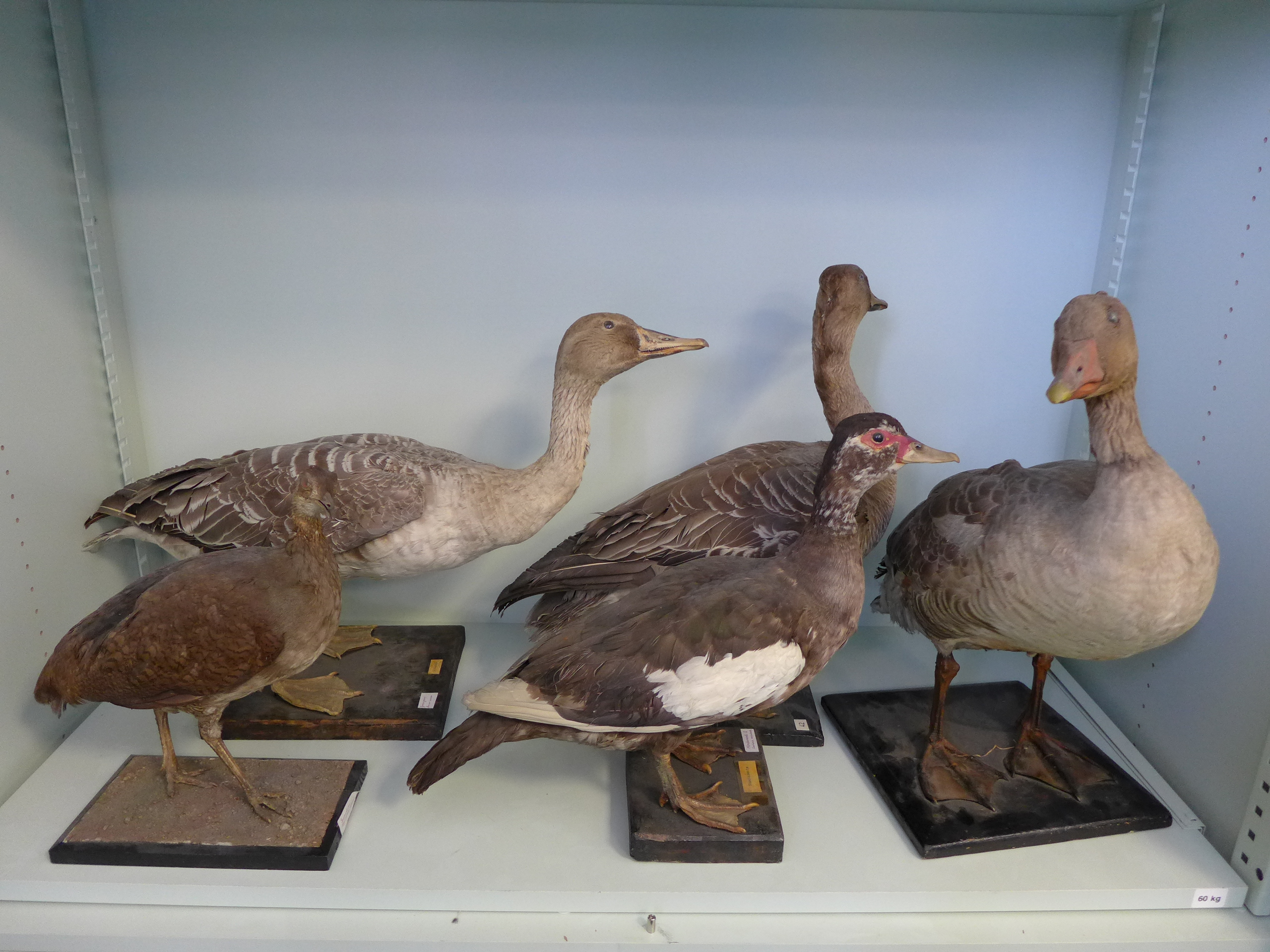
Historische Naturaliensammlung, Ornithologische Abteilung
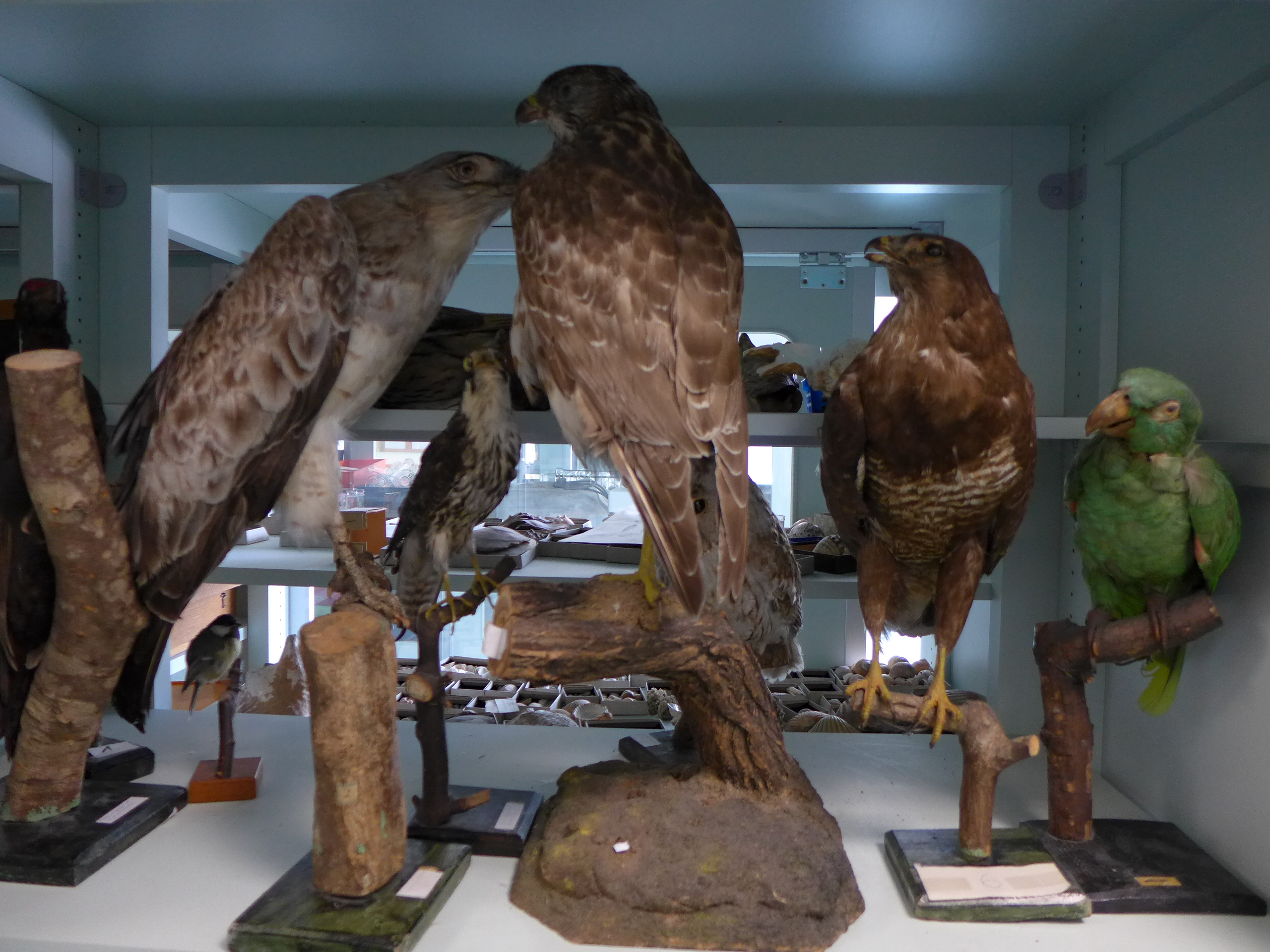
Historische Naturaliensammlung, Ornithologische Abteilung
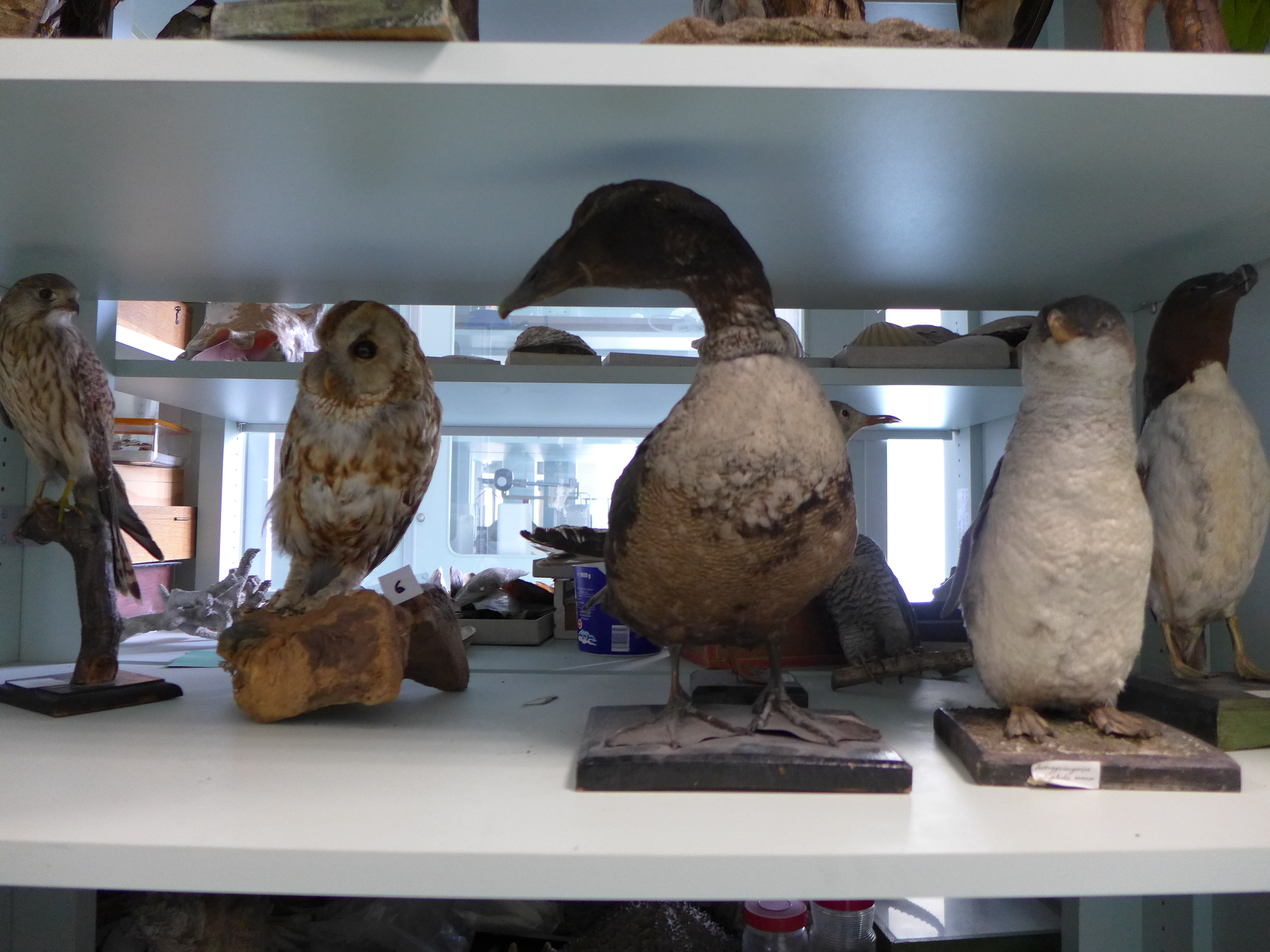
Historische Naturaliensammlung, Ornithologische Abteilung
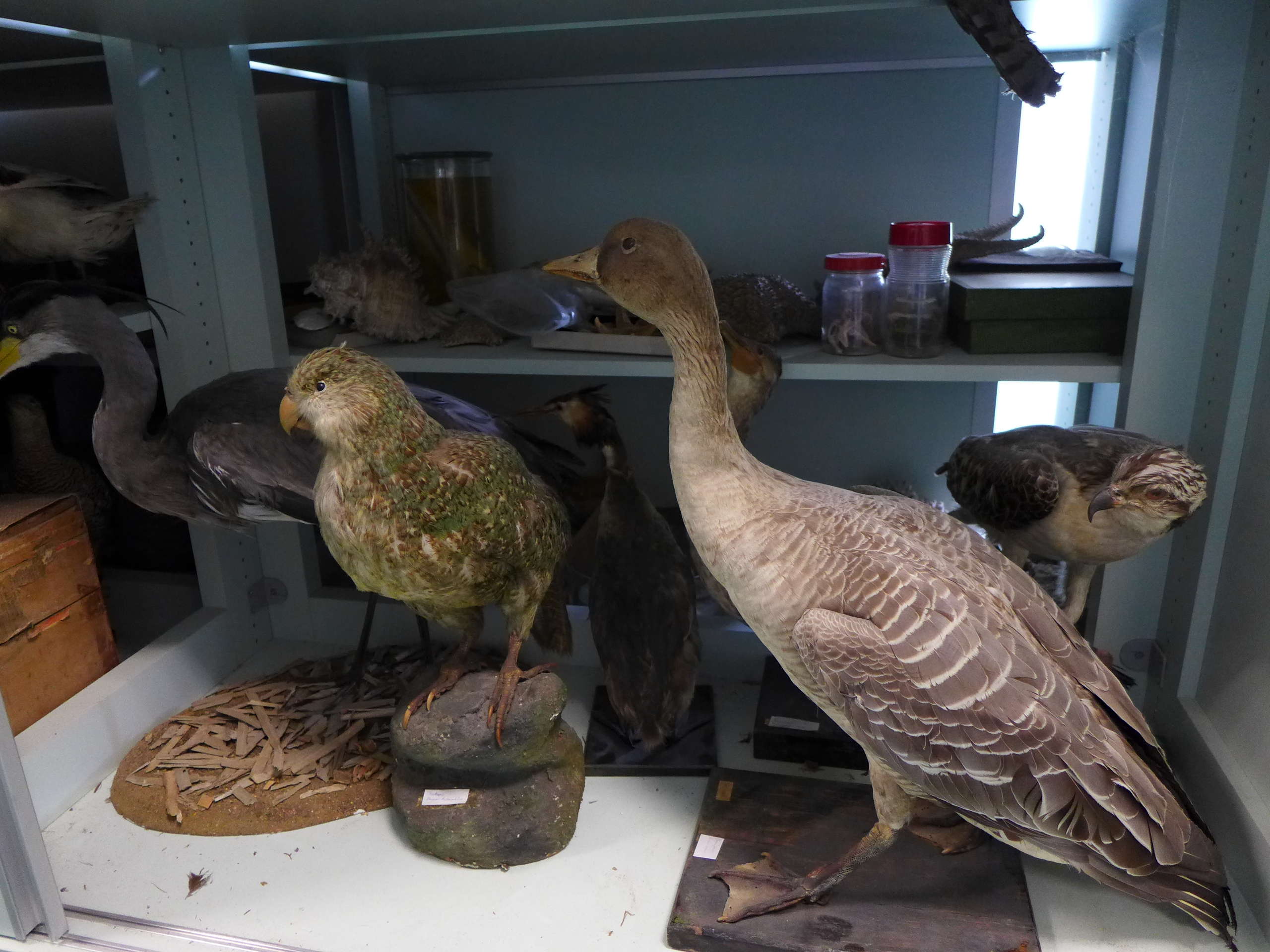
Historische Naturaliensammlung, Ornithologische Abteilung
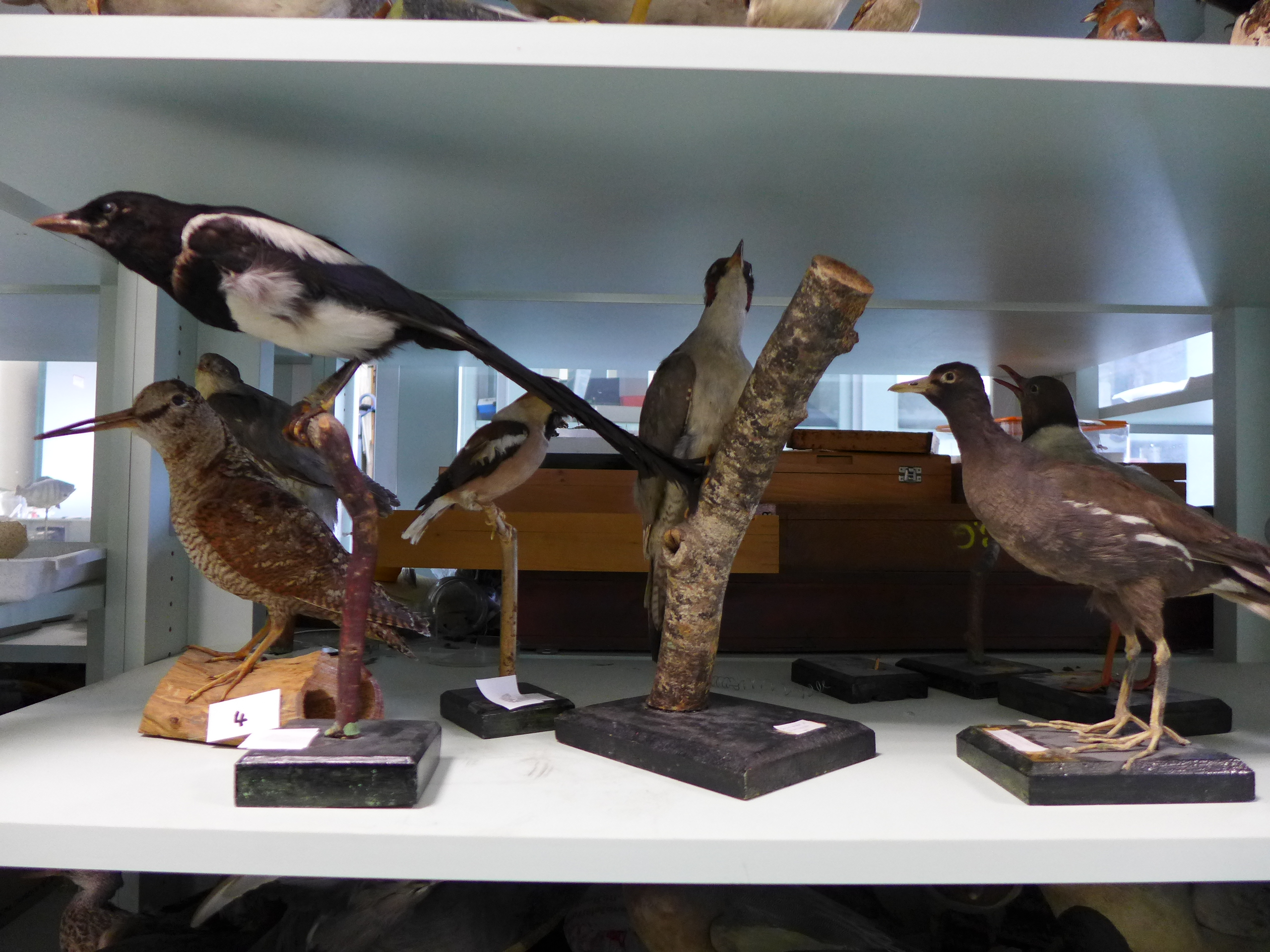
Historische Naturaliensammlung, Ornithologische Abteilung
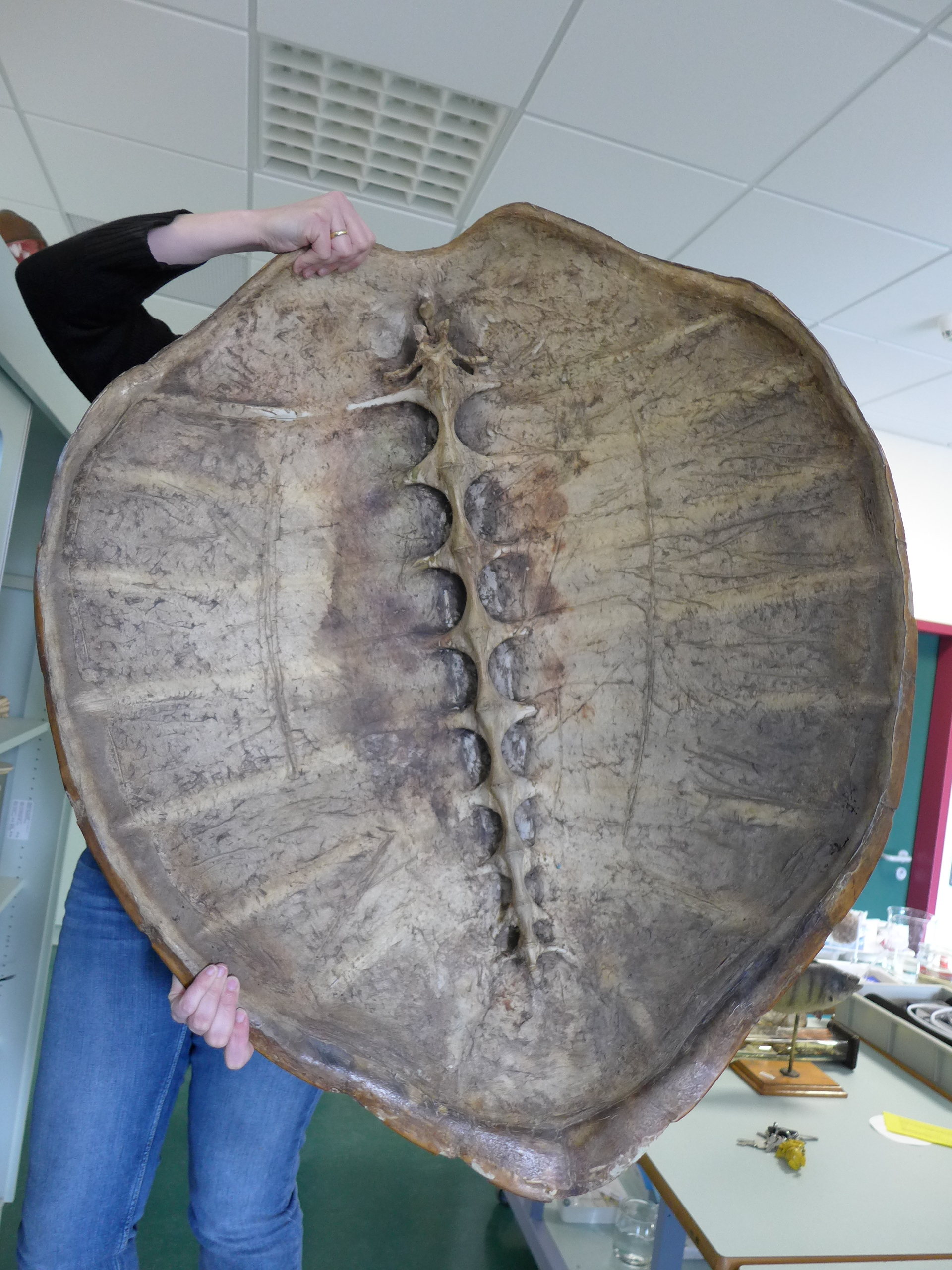
Historische Naturaliensammlung, Rückenpanzer einer Schildkröte von innen

### Sport
Das Dietrich-Bonhoeffer-Gymnasium verfügt über ein Lehrschwimmbecken von 17 m × 8 m mit einem verstellbaren Beckenboden. Die Wassertiefen sind von 0,95 m bis 1,80 m stufenlos regelbar. Im Becken sind zwei Unterwassermassagedüsen angebracht, die nach Bedarf zugeschaltet werden können. Über der Schwimmhalle befinden sich die beiden Sporthallen des Gymnasiums. Darüber hinaus werden auch zwei schuleigene kunststoffbelegte Sportplätze sowie die Wertheimer Main-Tauber-Mehrzweckhalle für den Unterricht genutzt. Für schulinterne Sportwettkämpfe werden der Wertheimer Tauber-Sportplatz und der Kreuzwertheimer Sportplatz benutzt.

### Raum der Stille

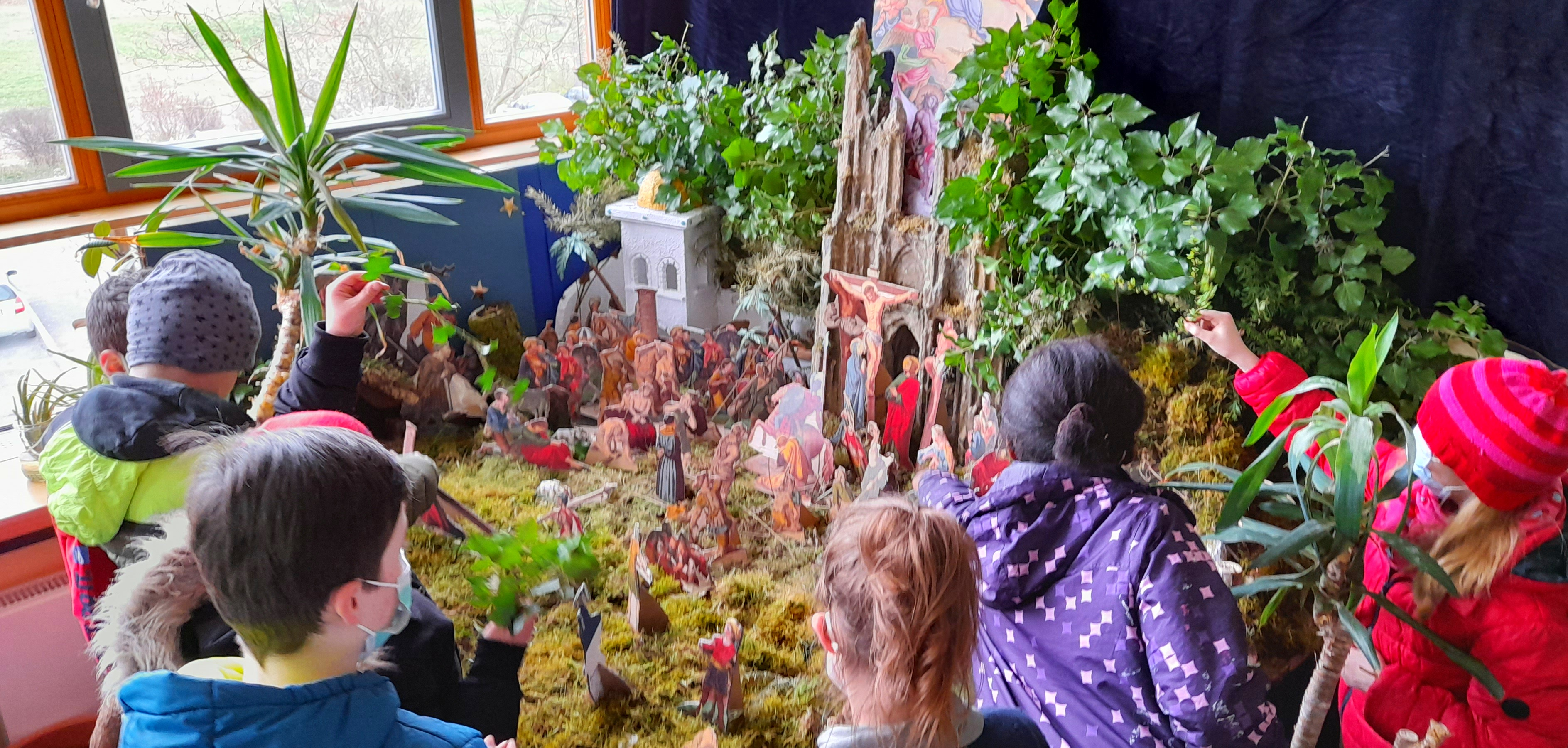
Schüler und Schülerinnen beim Aufbau einer schulischen Osterkrippe mit Papierfiguren

Der Raum der Stille des Dietrich-Bonhoeffer-Gymnasiums ist als Ort der Ruhe, der Einkehr und Besinnung konzipiert. Er soll allen Schülerinnen und Schülern die Gelegenheit bieten, zur Ruhe zu kommen, zu meditieren oder zu beten. Hier ist auch der Ort der Schulseelsorge und es steht eine eigene Bibliothekssammlung zur Verfügung. Im Raum werden von den Schülerinnen und Schülern im Rahmen des Religions- und Kunstunterrichtes in der Advents- und Weihnachtszeit die schulische Weihnachtskrippe sowie in der Fasten- und Osterzeit die Passionskrippe der Schule aufgestellt.

### Förderverein
- Am 30. Juli 1929 gründeten Gymnasiumsdirektor Schlundt, Professor Dux, Professor Haas, Pfarrer Bär und Pfarrer Kappes die „Vereinigung ehemaliger Lehrer und Schüler des Gymnasiums in Wertheim“. Der Verein diente der Förderung bedürftiger Schüler, die sich „durch lobenswerten Fleiß und gutes Betragen auszeichnen“.

- Bereits am 17. September 1891 hatte sich die „Akademische Ferienverbindung Moenania“ als Studentenverbindung ehemaliger Schüler des Wertheimer Gymnasiums gegründet. Der Verein wurde im Mai 1966 aufgelöst.[61]

- Am 4. Dezember 1972 wurde durch die Eintragung in das Vereinsregister der Förderverein „Freunde des Dietrich-Bonhoeffer-Gymnasiums e. V.“ gegründet. Er dient der Förderung schulischer Belange, wie dem Ankauf von Medien, der Bezuschussung von Exkursionskosten und kultureller Veranstaltungen sowie von pädagogischen Förderungsmaßnahmen. Darüber hinaus vergibt der Verein Ehrenpreise. Zu seinem 25-jährigen Bestehen im Jahr 1997 übernahm der Förderverein die Kosten für die Restaurierung von wertvollen historischen Büchern der Schulbibliothek aus dem 16. Jahrhundert, wie einer Äsop-Ausgabe aus dem Jahr 1517, dem Kräuterbuch[62] von Eucharius Rösslin dem Jüngeren aus dem Jahr 1569 und dem Sachsenspiegel aus dem gleichen Jahr.[63]

### Cafeteria-Verein
Zum Betrieb einer Schul-Cafeteria konstituierte sich im Schuljahr 1999/2000 ein eigener Betriebsverein. Die Cafeteria wurde am 18. September 2000 eröffnet.

## Kuriosa

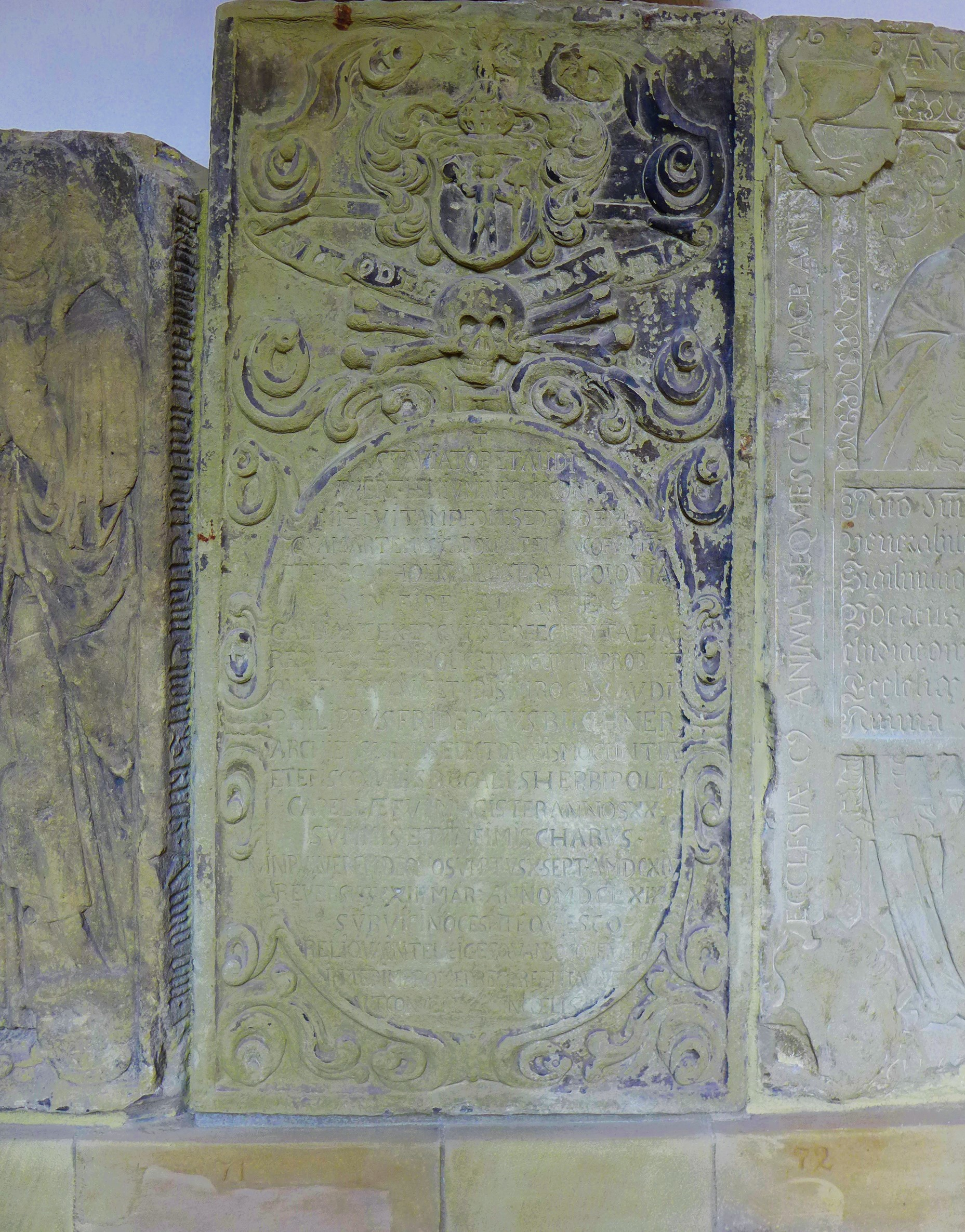
Domkreuzgang Würzburg, Grabplatte von Philipp Friedrich Buchner, Erzbischöflich-kurfürstlich Mainzer und fürstbischöflich Würzburger Kapellmeister (10. September 1614 in Wertheim – 23. März 1669 in Würzburg)

### Schülerbeschwerde aus dem 17. Jahrhundert
Philipp Friedrich Buchner, erzbischöflich-kurfürstlich Mainzer und fürstbischöflich Würzburger Kapellmeister (10. September 1614 in Wertheim – 23. März 1669 in Würzburg) beschwert sich auf seiner Grabplatte im Würzburger Domkreuzgang in einer lateinischen Inschrift über die mangelhaften Bildungsmöglichkeiten in Wertheim:

“Sta viator et audi! Werthemium in Franconia mihi vitam dedit, sed rudem, qua arte musica polivit Francofortum, et fide catholica illustravit Polonia. In fide et arte Gallia me exercuit, perfecit Italia, reducem Herbipolis et Moguntia probavit. Quis fuerim, quis et ubi sim, rogas? Audi! Philippus Fridericus Buchner, Archiepiscopalis Electoralis Moguntiae et Episcopalis Ducalis Herbipoli, capellae fui magister annos XX, summis et infimis charus. In pulverem, de quo sumptus X. Sept. A. MDCXIV, reversus XXIII. Mar. Anno MDCLXIX, sub vicino cespite quiesco reliqua intelliges, quando conveniemus interim pro me precare et ita vive, ut conveniamus in coelis.”

„Steh’ Wanderer und höre! Wertheim in Franken gab mir das Leben, doch nicht die Bildung. Frankfurt hat es veredelt durch die Kunst der Musik, Polen hat es erleuchtet durch den katholischen Glauben. Im Glauben und in der Kunst hat Frankreich mich geübt, Italien mich vervollkommnet. Würzburg und Mainz haben den Heimgekehrten zu schätzen gewusst. Wer ich gewesen, wer und wo ich bin, fragst Du? So höre! Philipp Friedrich Buchner, erzbischöflich-kurfürstlich Mainzer und fürstbischöflich Würzburger Kapellmeister bin ich gewesen, zwanzig Jahre lang, Hohen und Niederen wert. Zum Staube, von dem ich am 10. September 1614 genommen ward, bin ich am 23. März 1669 zurückgekehrt und ruhe unter dem nahen Hügel. Das Übrige sollst Du erfahren, wenn wir uns wiedersehen. Unterdessen bete für mich und lebe so, dass wir uns wiedersehen im Himmel.“